# Liste des châteaux de la Dordogne
Pour la liste des seules demeures de la Dordogne, voir Liste des demeures de la Dordogne.
Cet article liste les châteaux du département français de la Dordogne, dans la région historique du Périgord. Certaines de ces propriétés sont ouvertes au public.
Au Moyen Âge, la Dordogne fut une zone de conflit importante entre la France et l'Angleterre. La région se couvrit alors de plus de mille châteaux fortifiés.

## Liste des châteaux
| Icône            | Signification    | Abréviations             | Abréviations                  | Abréviations             | Abréviations           |
| ---------------- | ---------------- | ------------------------ | ----------------------------- | ------------------------ | ---------------------- |
| Château fort     | Château fort     | = Bastide                | = Ferme fortifiée             | = Maison forte           | = (Néo-)Palladianisme  |
| Renaissance      | Renaissance      | = Château gascon         | = Folie (montpelliéraine)     | = Manoir, Gentilhommière | = Résidence épiscopale |
| Domaine viticole | Domaine viticole | = Classicisme, classique | = Forteresse, fort(ification) | = Maison (noble)         | = Style Beaux-Arts     |
| Palais           | Palais           | = Commanderie            | = Gothique (flamboyant)       | = Néo-baroque            | = Style Second Empire  |
| Ruine ou disparu | Ruine, disparu   | = Château pinardier      | = Hôtel particulier           | = Néo-classique          | = Style italianisant   |
|                  |                  | = Demeure seigneuriale   | ... = Style Louis XII...XVI   | = Néo-gothique           | = Style troubadour     |
|                  |                  | = Éclectisme             | = Logis (seigneurial)         | = Néo-Renaissance        | = Villa (de Nice)      |
| Baroque, rococo  | Baroque, rococo  | = Édifice religieux      | = Motte castrale/féodale      | = Pavillon de chasse     | = Styles du XXe siècle |

| Type                                                     | Château                                       | Commune                                | Protection                                                             | Notes | Coordonnées                 | Illustration |
| -------------------------------------------------------- | --------------------------------------------- | -------------------------------------- | ---------------------------------------------------------------------- | --- | --------------------------- | ------------ |
| Édifice religieux · Ruine ou disparu                     | Château abbatial                              | Brantôme en Périgord                   | Notice no IA24001182                                                   | XVIe siècle en ruine, a disparu en 1744 | 45° 21′ 51″ N, 0° 38′ 48″ E |              |
|                                                          | Château de l'Abbe                             | Terrasson-Lavilledieu                  |                                                                        | | 43° 15′ 58″ N, 2° 17′ 03″ E |              |
| Édifice religieux · Ruine ou disparu                     | Château des abbés de Saint-Amand-de-Coly      | Coly                                   |                                                                        | | 45° 03′ 47″ N, 1° 14′ 54″ E |              |
| Ruine ou disparu                                         | Château de l'Âge                              | Sceau-Saint-Angel                      |                                                                        | Château resté inachevé. |                             |              |
| Château fort · Résidence épiscopale                      | Château d'Agonac                              | Agonac                                 | Notice no IA24001116 Notice no IA24001128 Notice no IA24001129         | XIIe et XIIIe siècles, XVIIe et XIXe siècles, fondé en 980 et rebâti à diverses époques | 45° 17′ 34″ N, 0° 45′ 02″ E |              |
|                                                          | Château d'Aiguevive                           | Saint-Vincent-de-Cosse                 |                                                                        | |                             |              |
|                                                          | Château d'Aillac                              | Carsac-Aillac                          |                                                                        | |                             |              |
| Château fort · Renaissance                               | Château d'Ajat                                | Ajat                                   | Inscrit MH (1925) · Notice no PA00082314                               | XIIIe et XVIIIe siècles, ouvert au public | 45° 09′ 23″ N, 1° 00′ 55″ E |              |
|                                                          | Château des Allois                            | Vaunac                                 |                                                                        | |                             |              |
|                                                          | Château d'Ambelle                             | Sainte-Croix-de-Mareuil                |                                                                        | XVIe et XVIIIe siècles, actuellement une ferme | 45° 28′ 49″ N, 0° 26′ 26″ E |              |
|                                                          | Château des Andrivaux                         | Brantôme en Périgord hameau de Valeuil |                                                                        | XIXe siècle | 45° 20′ 14″ N, 0° 37′ 09″ E |              |
|                                                          | Château d'Anlhiac                             | Anlhiac                                |                                                                        | | 45° 19′ 10″ N, 1° 07′ 38″ E |              |
|                                                          | Château d'Ans                                 | La Boissière-d'Ans                     |                                                                        | | 45° 13′ 37″ N, 0° 59′ 08″ E |              |
|                                                          | Château d'Antoniac                            | Razac-sur-l'Isle                       |                                                                        | XVIIIe et XIXe siècles. Château de l'auteur dramatique et poète François-Joseph de Lagrange-Chancel (1677 - 1758) |                             |              |
|                                                          | Château de l'Arbaleste                        | Saint-Aubin-de-Cadelech                |                                                                        | |                             |              |
| Manoir, gentilhommière · Résidence épiscopale            | Château des archevêques de Bordeaux           | Lamothe-Montravel                      | Inscrit MH (1948) · Notice no PA00082604                               | XVe et XVIe siècles | 44° 51′ 01″ N, 0° 01′ 35″ E |              |
|                                                          | Château d'Argentonesse                        | Castels                                |                                                                        | XVIIIe siècle |                             |              |
|                                                          | Château d'Artigeas                            | Châtres                                |                                                                        | |                             |              |
| Château fort                                             | Château d'Auberoche                           | Fanlac                                 | Inscrit MH (1962) · Notice no PA00082555                               | XIVe et XVIIe siècles | 45° 03′ 34″ N, 1° 05′ 32″ E |              |
| Château fort · Ruine ou disparu                          | Château d'Auberoche                           | Le Change                              | Classé MH (1960) · Notice no PA00082473                                | détruit ; il en subsiste uniquement la chapelle Saint-Michel, XIIe siècle, | 45° 12′ 32″ N, 0° 53′ 45″ E |              |
| Manoir, gentilhommière · Renaissance                     | Château d'Aucors                              | Beaussac                               | Inscrit MH (1948) · Notice no PA00082359                               | XVe et XVIIe siècles | 45° 29′ 22″ N, 0° 29′ 05″ E |              |
|                                                          | Château d'Ayguevive                           | Cénac-et-Saint-Julien                  |                                                                        | XVIIe siècle |                             |              |
|                                                          | Château d'Azerat                              | Azerat                                 |                                                                        | |                             |              |
| Château fort                                             | Château de Badefols-d'Ans                     | Badefols-d'Ans                         | Inscrit MH (2007) · Notice no PA00082332                               | XIIe et XIVe siècles, XVe et XVIIe siècles | 45° 13′ 50″ N, 1° 11′ 47″ E |              |
| Château fort · Ruine ou disparu                          | Château de Badefols                           | Badefols-sur-Dordogne                  |                                                                        | | 44° 50′ 39″ N, 0° 47′ 35″ E |              |
|                                                          | Château de Bagatelle                          | Saint-Front-sur-Nizonne                |                                                                        | XIXe siècle |                             |              |
|                                                          | Château de Baillargeaux                       | Montpon-Ménestérol                     |                                                                        | |                             |              |
|                                                          | Château de la Baissière                       | Sigoulès                               |                                                                        | |                             |              |
|                                                          | Château des Balans                            | Brantôme en Périgord                   |                                                                        | |                             |              |
|                                                          | Château de Banceil                            | Thiviers                               |                                                                        | XVIe et XVIIe siècles |                             |              |
| Château fort · Ruine ou disparu                          | Château de Baneuil                            | Baneuil                                | Inscrit MH (1946) · Notice no PA00082334                               | XIe et XIIe siècles, XVe et XVIe siècles, ouvert au public | 44° 51′ 09″ N, 0° 41′ 24″ E |              |
| Château fort                                             | Château de Bannes                             | Beaumont-du-Périgord                   | Classé MH (2002) · Notice no PA00082340                                | XVe et XVIe siècles | 44° 47′ 41″ N, 0° 44′ 57″ E |              |
|                                                          | Château de Barbadeau                          | Périgueux                              |                                                                        | XVIIe siècle | 45° 12′ 24″ N, 0° 41′ 43″ E |              |
|                                                          | Château de Barbary                            | Négrondes                              |                                                                        | |                             |              |
|                                                          | Château de Barbeyroux                         | Salignac-Eyvigues                      |                                                                        | |                             |              |
|                                                          | Château de Bard                               | Savignac-Lédrier                       |                                                                        | |                             |              |
| Manoir, gentilhommière                                   | Château de la Barde                           | Creyssac                               |                                                                        | XIVe et XIXe siècles | 45° 18′ 30″ N, 0° 32′ 46″ E |              |
|                                                          | Château de la Barde                           | Saint-Cernin-de-Labarde                |                                                                        | |                             |              |
| Château fort                                             | Château de la Barde                           | Saint-Crépin-de-Richemont              |                                                                        | XVe et XVIIe siècles | 45° 25′ 43″ N, 0° 36′ 53″ E |              |
|                                                          | Château de la Barde                           | Sainte-Foy-de-Belvès                   |                                                                        | XVe siècle, XVIe et XVIIIe siècles. Actuellement maison pour jeunes filles handicapées |                             |              |
|                                                          | Château de Bardolet                           | Chenaud                                |                                                                        | |                             |              |
| Château fort · Renaissance                               | Château de Bardou                             | Bardou                                 | Inscrit MH (1948) · Notice no PA00082336                               | XIVe siècle, XVe et XVIIIe siècles | 44° 44′ 14″ N, 0° 41′ 21″ E |              |
|                                                          | Château de Bardouly                           | Saint-Aubin-de-Cadelech                |                                                                        | médiéval |                             |              |
| Château fort · Ruine ou disparu                          | Château Barrière                              | Périgueux                              | Classé MH (1862) · Notice no PA00082726                                | Gallo-Romain, XIIe siècle | 45° 10′ 53″ N, 0° 42′ 44″ E |              |
| Château fort · Ruine ou disparu                          | Château de Barrière                           | Villamblard                            | Inscrit MH (1948) · Notice no PA00083063                               | XIIe et XVe siècles, ouvert au public. Jeanne de Lur (née vers 1473) fut assiégée dans ce château. | 45° 01′ 14″ N, 0° 32′ 14″ E |              |
|                                                          | Château du Barry                              | Marcillac-Saint-Quentin                |                                                                        | XIXe siècle, tours XVe siècle, chapelle XVe siècle |                             |              |
|                                                          | Château de Bassy                              | Saint-Médard-de-Mussidan               |                                                                        | |                             |              |
|                                                          | Château du Basty                              | Thenon                                 |                                                                        | XVe et XVIIIe siècles |                             |              |
| Château fort · Ruine ou disparu                          | Château de la Batud (Labatut)                 | Saint-Astier                           |                                                                        | tour du XVe siècle. |                             |              |
| Renaissance                                              | Château de la Batut (Labatut)                 | Saint-Chamassy                         |                                                                        | XVe et XVIIIe siècles | 44° 52′ 20″ N, 0° 55′ 38″ E |              |
| Château fort · Résidence épiscopale                      | Château de Bayac                              | Bayac                                  | Inscrit MH (1970) · Notice no PA00082338                               | XIVe siècle, XVIIIe et XIXe siècles | 44° 48′ 14″ N, 0° 43′ 44″ E |              |
|                                                          | Château de Beaulieu                           | Lanouaille                             |                                                                        | XVIIIe siècle |                             |              |
| Renaissance                                              | Château de Beaulieu                           | Mareuil                                | Inscrit MH (1948) · Notice no PA00082627                               | XVe et XVIIIe siècles | 45° 26′ 09″ N, 0° 25′ 12″ E |              |
|                                                          | Château de Beaumont                           | La Chapelle-Grésignac                  |                                                                        | XIXe siècle |                             |              |
| Château fort · Ruine ou disparu                          | Château de Beauregard (Bastide de Beauregard) | Beauregard-et-Bassac                   |                                                                        | XIIe siècle, il a appartenu à Philippe le Bel. |                             |              |
| Renaissance                                              | Château de Beauregard                         | Mareuil                                | Inscrit MH (1948) · Notice no PA00082628                               | XVe siècle, XVIe et XVIIe siècles, | 45° 26′ 02″ N, 0° 26′ 03″ E |              |
|                                                          | Château de Beauséjour                         | Saint-Léon-sur-l'Isle                  |                                                                        | XVe siècle restauré au XVIIe siècle, incendié pendant la Fronde |                             |              |
| Maison forte                                             | Château de Beauséjour                         | Tocane-Saint-Apre                      |                                                                        | XVe et XVIe siècles, où naquit la mère de Fénelon | 45° 15′ 14″ N, 0° 28′ 30″ E |              |
| Renaissance                                              | Château de Beauvais                           | Lussas-et-Nontronneau                  | Inscrit MH (2011) · Notice no PA00082624                               | XVe et XVIe siècles, ouvert au public | 45° 30′ 42″ N, 0° 35′ 23″ E |              |
|                                                          | Château de Bel-Air                            | Léguillac-de-l'Auche                   |                                                                        | XVIIe et XVIIIe siècles |                             |              |
|                                                          | Château de Belcayre                           | Thonac                                 |                                                                        | XVe siècle, XVIe et XIXe siècles |                             |              |
|                                                          | Château de Bélet                              | Beauregard-de-Terrasson                |                                                                        | |                             |              |
|                                                          | Château de Belet                              | Saint-Aquilin                          |                                                                        | XVe et XVIIe siècles |                             |              |
| Château fort · Styles xxe siècle                         | Château de Bellegarde                         | Lamonzie-Montastruc                    | Inscrit MH (2006) · Notice no PA24000053                               | XIVe et XXe siècles | 44° 53′ 33″ N, 0° 35′ 31″ E |              |
|                                                          | Château de Bellegarde                         | Salagnac                               |                                                                        | XVIIIe siècle |                             |              |
|                                                          | Château de Belleville                         | Bussière-Badil                         |                                                                        | |                             |              |
|                                                          | Château de Bellevue                           | Puyrenier                              |                                                                        | XVIIe siècle |                             |              |
|                                                          | Château de Bellevue                           | Razac-de-Saussignac                    |                                                                        | XVIIe siècle |                             |              |
| Château fort                                             | Château de Bellussière                        | Rudeau-Ladosse                         | Inscrit MH (1948) · Notice no PA00082789                               | XIe et XIIe siècles | 45° 29′ 41″ N, 0° 32′ 10″ E |              |
| Maison (noble) · Renaissance                             | Château de Belvès (Hôtel de Commarque)        | Belvès                                 | Inscrit MH (1948) · Notice no PA00082363                               | XVIe siècle | 44° 46′ 34″ N, 1° 00′ 21″ E |              |
| Château fort · Baroque, rococo                           | Château de Berbiguières                       | Berbiguières                           | Inscrit MH (1948) · Notice no PA00082371                               | XIIe et XVIIe siècles | 44° 50′ 03″ N, 1° 02′ 29″ E |              |
| Château fort · Style Louis XIII                          | Château des Bernardières                      | Champeaux-et-la-Chapelle-Pommier       | Inscrit MH (1948, 2016) · Notice no PA00082467                         | XIIe et XVIIe siècles, ouvert au public | 45° 28′ 37″ N, 0° 33′ 54″ E |              |
|                                                          | Château des Bernardoux                        | Marsac-sur-l'Isle                      |                                                                        | XIXe siècle. Actuellement une colonie de vacances |                             |              |
| Renaissance                                              | Château de Besse                              | Besse                                  | Inscrit MH (2012) · Notice no PA24000079                               | XVIe et XVIIIe siècles | 44° 40′ 03″ N, 1° 06′ 38″ E |              |
| Château fort · Manoir, gentilhommière                    | Château de la Besse (Baisse)                  | Milhac-d'Auberoche                     |                                                                        | XIIIe et XVe siècles | 45° 07′ 55″ N, 0° 55′ 18″ E |              |
|                                                          | Château de Bétou                              | Marnac                                 |                                                                        | XVe et XVIe siècles, propriété privée, ne se visite pas. |                             |              |
| Manoir, gentilhommière                                   | Château de la Beylie                          | Château-l'Évêque                       |                                                                        | XVe siècle | 45° 16′ 21″ N, 0° 42′ 46″ E |              |
| Château fort · Renaissance                               | Château de Beynac                             | Beynac-et-Cazenac                      | Classé MH (1944) · Notice no PA00082380                                | XIIe et XVIIe siècles, ouvert au public | 44° 50′ 25″ N, 1° 08′ 43″ E |              |
|                                                          | Château de Beynac                             | Saint-Saud-Lacoussière                 |                                                                        | XIXe siècle, construit sur des bases anciennes |                             |              |
|                                                          | Château des Biards                            | Brantôme en Périgord hameau de Valeuil |                                                                        | XVIIIe siècle |                             |              |
|                                                          | Château de Bigaroque                          | Coux-et-Bigaroque                      |                                                                        | |                             |              |
| Domaine viticole                                         | Château de Biran                              | Saint-Sauveur                          |                                                                        | XVIIe siècle, dans un domaine viticole. Château ayant appartenu à la famille De Royère |                             |              |
| Château fort · Renaissance                               | Château de Biron                              | Biron                                  | Classé MH (1928) · Inscrit MH (1992) · Notice no PA00082386            | XIIe et XVe siècles, XVIe et XVIIe siècles, ouvert au public | 44° 37′ 56″ N, 0° 52′ 21″ E |              |
|                                                          | Château de la Blérétie                        | Ponteyraud                             |                                                                        | XIXe siècle |                             |              |
| Renaissance                                              | Château de La Boétie                          | Sarlat-la-Canéda                       | Inscrit MH (1948, 1998) · Notice no PA00082922                         | XVIe siècle | 44° 52′ 06″ N, 1° 12′ 37″ E |              |
|                                                          | Château de Boisse                             | Boisse                                 |                                                                        | Appartenait à la Famille de Caumont, ducs de La Force au XVIIIe siècle |                             |              |
| Ruine ou disparu                                         | Château de Bonnefond                          | Sarlat-la-Canéda                       |                                                                        | XIIIe siècle |                             |              |
| Renaissance                                              | Château de la Bonnetie                        | Sarliac-sur-l'Isle                     | Inscrit MH (1947) · Notice no PA00082989                               | XVIe siècle | 45° 14′ 27″ N, 0° 52′ 46″ E |              |
|                                                          | Château Bonrecueuil (Beaurecueil)             | Saint-Sulpice-de-Mareuil               |                                                                        | XVIIe et XVIIIe siècles |                             |              |
| Renaissance · Ruine ou disparu                           | Château de la Borde                           | Festalemps                             |                                                                        | XVIe et XVIIe siècles | 45° 07′ 52″ N, 0° 08′ 40″ E |              |
|                                                          | Château de Boreau                             | Cornille                               |                                                                        | XVIe et XIXe siècles |                             |              |
| Renaissance                                              | Château de Borie-Petit                        | Champcevinel                           | Inscrit MH (1974) · Notice no PA00082466                               | XVe et XVIIe siècles | 45° 12′ 49″ N, 0° 42′ 47″ E |              |
|                                                          | Château de la Borie Saulnier                  | Champagnac-de-Belair                   |                                                                        | XVIe et XVIIe siècles |                             |              |
| Renaissance                                              | Château des Bories                            | Antonne-et-Trigonant                   | Classé MH (1974) · Notice no PA00082319                                | XVe et XVIe siècles, ouvert au public | 45° 13′ 08″ N, 0° 50′ 38″ E |              |
| Château fort · Ruine ou disparu                          | Château de Born (Château de Bellegarde)       | Salagnac                               |                                                                        | XIIe siècle, disparu, le troubadour Bertran de Born (v.1140 - v.1215) y serait né | 45° 18′ 47″ N, 1° 13′ 06″ E |              |
| Néo-Renaissance                                          | Château Bosvieux                              | Saint-Vincent-sur-l'Isle               |                                                                        | |                             |              |
|                                                          | Château Bouché                                | Angoisse                               |                                                                        | Surplombant la vallée de la Loue, comportant des galeries souterraines maçonnées, n'a gardé qu'une tour carrée qui porte les armes de la famille Talleyrand de Périgord |                             |              |
| Manoir, gentilhommière                                   | Château du Bouchillon                         | Grand-Brassac                          | Notice no IA24000445                                                   | XIXe siècle | 45° 18′ 13″ N, 0° 29′ 22″ E |              |
| Renaissance · Édifice religieux                          | Château de Bouniagues                         | Bouniagues                             | Inscrit MH (1948) · Notice no PA00082390                               | XVe et XVIIIe siècles, presbytère | 44° 45′ 32″ N, 0° 31′ 38″ E |              |
| Renaissance                                              | Château du Bourbet                            | Cherval                                | Notice no IA24000868                                                   | XVe et XIXe siècles | 45° 24′ 09″ N, 0° 21′ 43″ E |              |
| Château fort · Renaissance · Palais                      | Château de Bourdeilles                        | Bourdeilles                            | Classé MH (1919) · Notice no PA00082391                                | XIIIe et XVe siècles, deux châteaux, ouvert au public | 45° 19′ 20″ N, 0° 35′ 12″ E |              |
| Renaissance                                              | Château de la Bourlie (Domaine du)            | Urval                                  | Inscrit MH (2005) · Notice no PA00082416                               | XVe siècle, XVIIIe et XIXe siècles | 44° 48′ 04″ N, 0° 56′ 57″ E |              |
| Château fort · Ruine ou disparu · Manoir, gentilhommière | Château de Bourzac                            | Nanteuil-Auriac-de-Bourzac             |                                                                        | XVe siècle | 45° 23′ 49″ N, 0° 16′ 07″ E |              |
| Résidence épiscopale · Ruine ou disparu                  | Château de Bouyssieral                        | Saint-André-d'Allas                    |                                                                        | XIVe siècle |                             |              |
| Château fort · Renaissance                               | Château de la Brangelie                       | Vanxains                               | Notice no IA24000566                                                   | XVe et XVIIIe siècles | 45° 13′ 17″ N, 0° 17′ 03″ E |              |
|                                                          | Château de Branthomme (Castrum de Milhac)     | Mauzac-et-Grand-Castang                |                                                                        | XIIe et XVe siècles |                             |              |
|                                                          | Château de Brégedelle                         | Aubas                                  |                                                                        | XVe et XVIe siècles |                             |              |
|                                                          | Château de Bretanges                          | Beaussac                               |                                                                        | XVIIe siècle |                             |              |
|                                                          | Château du Breuil                             | Grives                                 |                                                                        | XVIIe siècle |                             |              |
|                                                          | Château du Breuil                             | Vergt                                  |                                                                        | XVIIIe siècle |                             |              |
|                                                          | Château du Breuil                             | Verteillac                             |                                                                        | XVIe et XVIIe siècles |                             |              |
|                                                          | Château du Breuilh                            | Atur                                   |                                                                        | XVe et XVIIe siècles |                             |              |
| Château fort · Renaissance                               | Château de Bridoire                           | Ribagnac                               | Classé MH (1992) · Inscrit MH (2013) · Notice no PA00083078            | XVe et XVIe siècles | 44° 46′ 05″ N, 0° 27′ 31″ E |              |
| Château fort · Ruine ou disparu · Maison (noble)         | Château de Brieudet                           | Saint-Estèphe                          |                                                                        | XIIIe et XVe siècles, il a appartenu entre autres aux d'Albret. | 45° 34′ 55″ N, 0° 39′ 58″ E |              |
|                                                          | Château de Brochard                           | Saint-Front-d'Alemps                   |                                                                        | XVIIIe siècle |                             |              |
|                                                          | Château de Bruneval                           | Saint-Astier                           |                                                                        | |                             |              |
|                                                          | Château des Brunies                           | La Chapelle-Gonaguet                   |                                                                        | XVIIIe et XIXe siècles |                             |              |
|                                                          | Château de Brussy                             | Saint-Mesmin                           |                                                                        | XVIe et XVIIe siècles |                             |              |
| Château fort · Ruine ou disparu                          | Château de Bruzac                             | Saint-Pierre-de-Côle                   | Inscrit MH (1948) · Notice no PA00082889                               | XIIe siècle rebâti au XVe et XVIe siècles, ouvert au public. | 45° 22′ 55″ N, 0° 48′ 11″ E |              |
|                                                          | Château fort de Bussière                      | Bussière-Badil                         |                                                                        | (donjon) |                             |              |
|                                                          | Château du But                                | Léguillac-de-l'Auche                   |                                                                        | XVIe et XVIIe siècles, remanié XVIIIe siècle, restauré XXe siècle |                             |              |
|                                                          | Château de Campagnac                          | Saint-Pardoux-et-Vielvic               |                                                                        | XVe siècle |                             |              |
|                                                          | Château de Campagnac                          | Sarlat-la-Canéda                       | Inscrit MH (1998) · Notice no PA24000020                               | XIVe et XVIe siècles |                             |              |
|                                                          | Château de Campagnac-lès-Quercy               | Campagnac-lès-Quercy                   |                                                                        | |                             |              |
|                                                          | Château de Campagne                           | Campagne                               | Inscrit MH (2001) · Notice no PA00082427                               | et son domaine, XVe et XVIIe siècles |                             |              |
|                                                          | Château du Caneau                             | Saint-Front-la-Rivière                 |                                                                        | XIXe siècle |                             |              |
|                                                          | Château de Cap del Roc                        | Manaurie                               |                                                                        | XIXe siècle |                             |              |
|                                                          | Château de Cardoux                            | Bourniquel                             |                                                                        | XIVe siècle XVe siècle XIXe siècle |                             |              |
|                                                          | Château de Carlux                             | Carlux                                 | Inscrit MH (1927) · Notice no PA00082430                               | (restes du) |                             |              |
|                                                          | Château de la Carrière                        | Marquay                                |                                                                        | |                             |              |
|                                                          | Château de Carrieux                           | Liorac-sur-Louyre                      |                                                                        | XVIIe siècle |                             |              |
|                                                          | Château de Castelnaud                         | Castelnaud-la-Chapelle                 | Classé MH (1980) · Inscrit MH (1980) · Notice no PA00082446            | XIIIe siècle XIVe siècle, ouvert au public |                             |              |
|                                                          | Château de Castelviel                         | Saint-Pompon                           |                                                                        | |                             |              |
|                                                          | Château de Caudon                             | Domme                                  | Inscrit MH (1998, 2015) · Notice no PA24000021                         | début XIXe siècle, |                             |              |
|                                                          | Château de Caussade                           | Trélissac                              | Classé MH (1945) · Notice no PA00083027                                | XVe siècle, |                             |              |
|                                                          | Château de Cavalerie                          | Prigonrieux                            |                                                                        | XIXe siècle |                             |              |
|                                                          | Château de Cavalerie-Gravat                   | Saint-Méard-de-Gurçon                  |                                                                        | |                             |              |
|                                                          | Château de la Cave                            | Saint-Antoine-d'Auberoche              |                                                                        | XVIIe siècle, château ayant appartenu à la famille De Royère |                             |              |
|                                                          | Château de Cazenac                            | Coux-et-Bigaroque                      |                                                                        | XVIIe siècle XVIIIe siècle |                             |              |
|                                                          | Château les Cazes                             | Saint-Martin-le-Pin                    |                                                                        | XVIIIe siècle |                             |              |
| Ruine ou disparu                                         | Château de Chalard                            | Saint-Paul-la-Roche                    |                                                                        | XIe siècle XIIe siècle XVe siècle. Détruit pendant la guerre de Cent Ans. |                             |              |
| Château fort · Renaissance                               | Château de Chaban                             | Saint-Léon-sur-Vézère                  | Inscrit MH (1972) · Notice no PA00082857 · Site classé[réf. souhaitée] | XIIIe siècle, XVe et XVIe siècles, ouvert au public | 45° 00′ 48″ N, 1° 03′ 38″ E |              |
| Ruine ou disparu                                         | Château fort de Chabannes                     | Sorges                                 |                                                                        | |                             |              |
|                                                          | Château de la Chalupie                        | Eyliac                                 |                                                                        | XVIIe siècle |                             |              |
|                                                          | Château de Champagne dit Château de Chaumont  | Champagne-et-Fontaine                  |                                                                        | XVIe siècle |                             |              |
|                                                          | Château de Chanet                             | Vieux-Mareuil                          | Inscrit MH (2009) · Notice no PA24000071                               | XVe siècle XVIe siècle XVIIe siècle, |                             |              |
|                                                          | Château de Chantérac                          | Chantérac                              | Inscrit MH (1959) · Notice no PA00082476                               | XVIIIe siècle, |                             |              |
|                                                          | Château de Chapdeuil                          | Chapdeuil                              | Inscrit MH (1988) · Notice no PA00082478                               | |                             |              |
|                                                          | Château de La Chapelle-Faucher                | La Chapelle-Faucher                    | Inscrit MH (2001) · Classé MH (2001) · Notice no PA00082479            | XIIe siècle XVe siècle XVIIe siècle, pour partie classé et pour partie |                             |              |
|                                                          | Château de la Chapoulie                       | Peyrignac                              | Inscrit MH (1965) · Notice no PA00082764                               | XVe siècle, |                             |              |
|                                                          | Château des Charreaux                         | Hautefort                              | Inscrit MH (1979) · Notice no PA00082576                               | XVIIe siècle XVIIIe siècle, |                             |              |
| Ruine ou disparu                                         | Château des Charreaux                         | Saint-Médard-d'Excideuil               |                                                                        | |                             |              |
|                                                          | Château de Château-l'Évêque                   | Château-l'Évêque                       | Inscrit MH (1938) · Notice no PA00082484                               | XIVe siècle XVe siècle XVIe siècle, propriété privée, ouvert au public |                             |              |
|                                                          | Château du Chatenet                           | Manzac-sur-Vern                        |                                                                        | (tour de l'ancien) |                             |              |
| Ruine ou disparu                                         | Château du Chatenet                           | Montrem                                |                                                                        | |                             |              |
| Ruine ou disparu                                         | Château de Châtres                            | Châtres                                |                                                                        | Actuellement une ferme. |                             |              |
|                                                          | Château de Chaulnes                           | Grignols                               |                                                                        | XVIe siècle XVIIe siècle |                             |              |
|                                                          | Château des Chauveaux                         | Douzillac                              |                                                                        | |                             |              |
|                                                          | Tour de Chavagnac                             | Chavagnac                              |                                                                        | |                             |              |
|                                                          | Château du Chaylard                           | Rouffignac-Saint-Cernin-de-Reilhac     |                                                                        | XVIe siècle XIXe siècle |                             |              |
|                                                          | Château de Chignac (Château de Signac)        | Castelnaud-la-Chapelle                 |                                                                        | Château ruiné, qui fut une métairie avant la Révolution |                             |              |
|                                                          | Château de Cipières (Château Lacypierre)      | Saint-Crépin-et-Carlucet               | Inscrit MH (1946) · Notice no PA00082814                               | XVe siècle XVIe siècle, ouvert au public |                             |              |
| Château fort · Renaissance                               | Château du Claud (du Claux)                   | Salignac-Eyvignes                      | Classé MH (2001) · Notice no PA00082910                                | XIVe et XVIe siècles | 44° 56′ 41″ N, 1° 21′ 40″ E |              |
|                                                          | Château de Clauzuroux (Château du Clauzurou)  | Champagne-et-Fontaine                  | Inscrit MH (1947, 2002) · Notice no PA00082463                         | XVIIe et XVIIIe siècles (également sur les communes de La Chapelle-Grésignac et Cherval), ouvert au public |                             |              |
|                                                          | Château de Clérans                            | Cause-de-Clérans                       | Inscrit MH (1948, 2007) · Notice no PA00082453                         | XIIe, XIIIe et XIVe siècles, |                             |              |
|                                                          | Château de Clérans                            | Saint-Léon-sur-Vézère                  |                                                                        | XVIe siècle |                             |              |
|                                                          | Château du Cluzeau                            | Fleurac                                |                                                                        | XVIe siècle XVIIIe siècle |                             |              |
|                                                          | Château de La Combe                           | Puyrenier                              |                                                                        | Ce château est de style Renaissance et XIIe siècle |                             |              |
|                                                          | Château des Combes                            | Rudeau-Ladosse                         |                                                                        | XVIe siècle |                             |              |
|                                                          | Château de Commarque                          | Les Eyzies-de-Tayac-Sireuil            | Classé MH (1943) · Notice no PA00082535                                | XIIe siècle XIVe siècle XVe siècle, ouvert au public |                             |              |
|                                                          | Château de Condat                             | Condat-sur-Trincou                     |                                                                        | XIIIe siècle au XVe siècle |                             |              |
|                                                          | Château de Condat                             | Condat-sur-Vézère                      | Inscrit MH (2012) · Notice no PA00082496                               | XVe et XVIe siècles, |                             |              |
|                                                          | Château de la Congerie                        | Mialet                                 |                                                                        | |                             |              |
|                                                          | Château de Connezac                           | Connezac                               | Inscrit MH (1946) · Notice no PA00082498                               | XVIe siècle XVIIe siècle, |                             |              |
|                                                          | Château de Conty                              | Coulaures                              |                                                                        | |                             |              |
|                                                          | Château de La Coquille                        | Saint-Méard-de-Gurçon                  |                                                                        | |                             |              |
|                                                          | Château de Costecalve                         | Cénac-et-Saint-Julien                  |                                                                        | XVIIIe siècle |                             |              |
|                                                          | Château de la Côte                            | Biras                                  |                                                                        | XVIIIe siècle XIXe siècle. Lieu de naissance le 30 octobre 1738 de Monseigneur Jean Marie du Lau d'Allemans, archevêque d’Arles, assassiné à Paris, à la prison des Carmes, le 2 septembre 1792. Actuellement un hôtel-restaurant |                             |              |
|                                                          | Château la Coudonnie                          | Fanlac                                 |                                                                        | XVIIe siècle |                             |              |
|                                                          | Château de Couin                              | Saint-Antoine-de-Breuilh               |                                                                        | XVIIIe siècle |                             |              |
|                                                          | Château de Coulonge                           | Fanlac                                 |                                                                        | XVIe siècle |                             |              |
|                                                          | Château de Coulonges                          | Montignac-Lascaux                      | Inscrit MH (1948) · Notice no PA00082692                               | XIVe siècle XVIe siècle, ouvert au public |                             |              |
|                                                          | Château de la Cousse                          | Coulaures                              | Inscrit MH (1962) · Notice no PA00082502                               | XIVe siècle XVIIIe siècle, |                             |              |
| Ruine ou disparu                                         | Château de la Coussière                       | Saint-Saud-Lacoussière                 |                                                                        | Ce château fut démantelé pendant la guerre de Cent Ans. |                             |              |
|                                                          | Château de Couze                              | Couze-et-Saint-Front                   |                                                                        | rasé en 1448 |                             |              |
|                                                          | Château de Crognac                            | Saint-Astier                           |                                                                        | XIXe siècle, vestiges du Xe siècle XIVe siècle |                             |              |
| Ruine ou disparu                                         | Château fort de Cugnac                        | Sainte-Sabine-Born                     |                                                                        | XIIe siècle XVIIe siècle |                             |              |
|                                                          | Château de Cumond                             | Saint-Antoine-Cumond                   | Inscrit MH (2005) · Notice no PA24000047                               | XVIIIe siècle et domaine XVIIIe siècle XIXe siècle, |                             |              |
|                                                          | Château de Cussac                             | Saint-Germain-et-Mons                  |                                                                        | XVIIe siècle |                             |              |
|                                                          | Château de La Devize                          | Saint-Barthélemy-de-Bellegarde         |                                                                        | XVIIIe siècle |                             |              |
|                                                          | Château de Doyssac                            | Doissat                                |                                                                        | XVIIIe siècle |                             |              |
|                                                          | Château de la Durantie                        | Lanouaille                             |                                                                        | XIXe siècle. Château construit en 1845 par le maréchal de France Thomas Robert Bugeaud et où il se retira |                             |              |
|                                                          | Château de Dussac                             | Dussac                                 | Inscrit MH (1927) · Notice no PA00082524                               | XVe siècle XVIIIe siècle, Actuellement groupe scolaire |                             |              |
|                                                          | Château d'Escoire                             | Escoire                                | Inscrit MH (1954) · Notice no PA00082525                               | XVIIIe siècle, |                             |              |
|                                                          | Château d'Essendiéras                         | Saint-Médard-d'Excideuil               |                                                                        | XVIe siècle XIXe siècle. Propriété d'André Maurois, qui lui servit de cadre pour une partie de son œuvre |                             |              |
|                                                          | Château de l'Étang                            | Abjat-sur-Bandiat                      |                                                                        | XIXe siècle |                             |              |
|                                                          | Château de l'Étang                            | Limeyrat                               |                                                                        | XIXe siècle |                             |              |
| Résidence épiscopale                                     | Château des Évêques de Périgueux              | Plazac                                 | Classé MH (2005) · Notice no PA24000024                                | XIIe siècle XIIIe siècle XVe siècle XVIIe siècle, |                             |              |
| Résidence épiscopale                                     | Château des Évêques de Sarlat                 | La Roque-Gageac                        |                                                                        | (restes du). Il s'agit d'un château fort |                             |              |
| Palais · Résidence épiscopale                            | Palais des Évêques de Sarlat                  | Issigeac                               | Inscrit MH (1946) · Notice no PA00082583                               | XVIIe siècle, Actuellement la mairie d'Issigeac |                             |              |
|                                                          | Château d'Excideuil                           | Excideuil                              | Inscrit MH (2014) · Notice no PA00082526                               | XIIIe siècle XIVe siècle XVIe siècle XVIIIe siècle, visitable en partie |                             |              |
|                                                          | Château d'Eyliac                              | Eyliac                                 |                                                                        | XVIe siècle XVIIe siècle XVIIIe siècle |                             |              |
|                                                          | Château d'Eymet                               | Eymet                                  | Inscrit MH (1994) · Notice no PA00132928                               | XIIIe siècle XIXe siècle, |                             |              |
|                                                          | Château d'Eyvigues                            | Salignac-Eyvigues                      |                                                                        | XVIe siècle XVIIe siècle |                             |              |
| Ruine ou disparu                                         | Château de Fages                              | Saint-Cyprien                          | Inscrit MH (1933)br /> Classé MH (1965) · Notice no PA00082822         | XVe siècle XVIe siècle |                             |              |
|                                                          | Château de Falgueyrac                         | Saint-Chamassy                         |                                                                        | XVIIe siècle |                             |              |
|                                                          | Château de la Farge                           | Saint-Médard-d'Excideuil               |                                                                        | |                             |              |
|                                                          | Château des Farges                            | Vanxains                               |                                                                        | XVe siècle XVIIIe siècle |                             |              |
|                                                          | Château de Fauga                              | Port-Sainte-Foy-et-Ponchapt            | Inscrit MH (1989) · Notice no PA00083077                               | XVIIIe siècle, |                             |              |
|                                                          | Château de la Faurie                          | Le Change                              | Inscrit MH (1948) · Notice no PA00082474                               | XVe siècle XVIe siècle, |                             |              |
| Ruine ou disparu                                         | Château de la Faurie                          | Paulin                                 |                                                                        | |                             |              |
|                                                          | Château du Faux                               | Faux-en-Périgord                       |                                                                        | XVIIIe siècle |                             |              |
|                                                          | Château de la Faye                            | Auriac-du-Périgord                     | Inscrit MH (1948) · Notice no PA00082328                               | |                             |              |
|                                                          | Château de la Faye                            | Léguillac-de-l'Auche                   |                                                                        | modifié au XVIIIe siècle. Ancien prieuré fondé en 1219 |                             |              |
|                                                          | Château de la Faye                            | Saint-Sulpice-de-Mareuil               |                                                                        | |                             |              |
|                                                          | Château de Fayolle                            | Tocane-Saint-Apre                      | Inscrit MH (1969) · Notice no PA00083021                               | XVIIIe siècle XIXe siècle, |                             |              |
|                                                          | Château de Fayolles                           | Saussignac                             |                                                                        | XVIe siècle |                             |              |
|                                                          | Château de Fayrac                             | Castelnaud-la-Chapelle                 | Inscrit MH (1928) · Notice no PA00082447                               | XVe siècle XVIe siècle XIXe siècle, |                             |              |
|                                                          | Château de Fénelon                            | Sainte-Mondane                         | Inscrit MH (1927, 1962) · Classé MH (1962) · Notice no PA00082878      | XIIe, XIVe, XVIe et XVIIe siècles, ouvert au public. Lieu de naissance de Fénelon (François de Salignac de La Mothe-Fénelon) le 6 août 1651 - 1715) archevêque de Cambrai, théologien et écrivain |                             |              |
|                                                          | Château de Ferrand                            | Alles-sur-Dordogne                     |                                                                        | |                             |              |
|                                                          | Château de Ferrières                          | Allas-les-Mines                        |                                                                        | XVe siècle et XVIIe siècle, connu également sous le nom de château d'Allas |                             |              |
|                                                          | Château de La Feuillade                       | Coursac                                |                                                                        | rebâti au XVIIe siècle |                             |              |
|                                                          | Château de Feydoux                            | Lempzours                              |                                                                        | XVIIe siècle |                             |              |
|                                                          | Château de la Filolie                         | Thiviers                               |                                                                        | XVe siècle XVIIe siècle. Devenu une école ménagère |                             |              |
|                                                          | Château de la Finou (Château de Laffinoux)    | Lalinde                                | Inscrit MH (1948) · Notice no PA00082597                               | XVe siècle au XVIIIe siècle (Sainte-Colombe), |                             |              |
|                                                          | Château de Firbeix                            | Firbeix                                |                                                                        | XVIIIe siècle |                             |              |
|                                                          | Château de la Fleunie                         | Condat-sur-Vézère                      |                                                                        | XIIe et XVe siècles, aujourd'hui hôtel-restaurant de luxe |                             |              |
|                                                          | Château de Fleurac                            | Fleurac                                |                                                                        | XIXe siècle |                             |              |
| Ruine ou disparu                                         | Château de Folquier                           | Saint-Cyprien                          |                                                                        | XIVe siècle XVe siècle |                             |              |
|                                                          | Château de Fondaumier                         | Cénac-et-Saint-Julien                  |                                                                        | XVIIIe siècle. Albert Cahuet, dit Albéric Cahuet, y écrivit Pontcarral |                             |              |
|                                                          | Château de Fongrenon                          | Cercles                                |                                                                        | XVIIe siècle |                             |              |
| Ruine ou disparu                                         | Château de Fontenilles                        | Saint-Méard-de-Drône                   |                                                                        | XVIIe siècle |                             |              |
|                                                          | Château de Fontpitou                          | Saint-Martial-Viveyrol                 |                                                                        | propriété privée, non ouvert au public |                             |              |
|                                                          | Château de la Forêt                           | Cornille                               |                                                                        | XVe siècle XVIIe siècle, aujourd'hui centre équestre |                             |              |
|                                                          | Château de la Forge                           | Douville                               |                                                                        | XVIIe siècle |                             |              |
|                                                          | Château de la Forge                           | Savignac-Lédrier                       | Classé MH (1979) · Inscrit MH (1984) · Notice no PA00082991            | XVe siècle XVIe siècle XVIIe siècle XVIIIe siècle XIXe siècle, pour partie classé et pour partie |                             |              |
| Ruine ou disparu                                         | Château des Fournels                          | Villefranche-du-Périgord               |                                                                        | |                             |              |
|                                                          | Château de Fournils                           | Saint-Laurent-des-Hommes               |                                                                        | XIXe siècle |                             |              |
|                                                          | Château des Francilloux                       | Bourdeilles                            |                                                                        | XIXe siècle |                             |              |
|                                                          | Château de Frateau                            | Neuvic                                 |                                                                        | (ou Frateau ou Frateaux), XIIIe siècle, XIVe siècle, XVIIe siècle |                             |              |
|                                                          | Château du Fraysse                            | Terrasson-Lavilledieu                  | Inscrit MH (2001) · Notice no PA24000031                               | Moyen Âge XVIIe siècle XVIIIe siècle, |                             |              |
|                                                          | Château de Frugie                             | Saint-Pierre-de-Frugie                 | Inscrit MH (1968) · Notice no PA00082891                               | XIVe siècle XVe siècle, |                             |              |
|                                                          | Château de Gageac                             | Gageac-et-Rouillac                     | Inscrit MH (1948) · Notice no PA00082563                               | XIIe siècle XVIe siècle XVIIe siècle, propriété privée non ouvert au public. Appartient toujours à la famille du capitaine de Vivans, chef protestant au XVIe siècle |                             |              |
|                                                          | Château de Gandillac                          | Saint-Martial-Viveyrol                 |                                                                        | XVe siècle XVIIIe siècle, propriété privée non ouvert au public |                             |              |
|                                                          | Château de Garraube                           | Liorac-sur-Louyre                      | Inscrit MH (1992) · Notice no PA00083103                               | (ou château de Garaube), XVIIe siècle, |                             |              |
|                                                          | Château de la Gaubertie                       | Saint-Martin-des-Combes                | Inscrit MH (1993) · Notice no PA00125237                               | XVe siècle XVIIe siècle XIXe siècle, |                             |              |
|                                                          | Château de la Gauderie                        | Notre-Dame-de-Sanilhac                 |                                                                        | XIXe siècle sur des fondations XVIe siècle |                             |              |
|                                                          | Château de la Gauterie                        | Saint-Paul-Lizonne                     |                                                                        | (Clauzure) |                             |              |
|                                                          | Château de Gautié                             | Monmarvès                              |                                                                        | |                             |              |
| Ruine ou disparu                                         | Château de Génis                              | Génis                                  |                                                                        | XIIe siècle |                             |              |
|                                                          | Château de Genthial (Château de Gentiac)      | Liorac-sur-Louyre                      | Inscrit MH (1948) · Notice no PA00082617                               | XVIIe siècle, |                             |              |
|                                                          | Château de Geyssensac                         | Creyssensac-et-Pissot                  |                                                                        | XIXe siècle (Premier Empire) |                             |              |
|                                                          | Château de Giverzac                           | Domme                                  |                                                                        | XVIIIe siècle. Actuellement une colonie de vacances |                             |              |
|                                                          | Château de Glane                              | Coulaures                              | Inscrit MH (1988) · Notice no PA00082503                               | XVe siècle XVIIe siècle, |                             |              |
|                                                          | Château des Gontaut                           | Biron                                  |                                                                        | XIIe siècle |                             |              |
|                                                          | Château de Goudeau                            | Bassilac                               |                                                                        | XIXe siècle |                             |              |
|                                                          | Château de Goudoux                            | Allas-les-Mines                        |                                                                        | XVe siècle XVIe siècle |                             |              |
|                                                          | Château du Grand Vignoble                     | Saint-Julien-de-Crempse                |                                                                        | XVIIe siècle sur base XIVe siècle, appelé manoir du Grand Vignoble, transformé en hôtel-restaurant dans les années 1980, date à laquelle les communs ont été détruits |                             |              |
|                                                          | Château de la Grande Filolie                  | Saint-Amand-de-Coly                    | Inscrit MH (1947) · Notice no PA00082793                               | XIVe siècle XVe siècle XVIe siècle, |                             |              |
|                                                          | Château des Granges                           | Brantôme en Périgord hameau de Valeuil |                                                                        | XIXe siècle |                             |              |
|                                                          | Château de Grateloup                          | Saint-Sauveur                          | Inscrit MH (1997) · Notice no PA24000018                               | XVIIIe et XIXe siècles, partiellement |                             |              |
|                                                          | Château de la Graverie                        | Saint-Privat-des-Prés                  |                                                                        | |                             |              |
|                                                          | Château de la Grênerie                        | Verteillac                             |                                                                        | XIXe siècle |                             |              |
|                                                          | Château de la Grèze                           | Plaisance                              |                                                                        | XVIIIe siècle |                             |              |
|                                                          | Château de Griffoul                           | Vitrac                                 |                                                                        | XVIIe siècle XVIIIe siècle |                             |              |
|                                                          | Château de Grignols                           | Grignols                               | Inscrit MH (1928) · Notice no PA00082571                               | (restes du), XIVe siècle, Il s'agit d'un château fort |                             |              |
|                                                          | Château de Groléjac                           | Groléjac                               |                                                                        | XIVe siècle XVIIe siècle |                             |              |
| Ruine ou disparu                                         | Château de Gurson                             | Carsac-de-Gurson                       | Inscrit MH (1948) · Notice no PA00082439                               | XIIe siècle XIIIe siècle XIVe siècle |                             |              |
|                                                          | Château de Hautefort                          | Hautefort                              | Classé MH (1958, 1967) · Notice no PA00082575                          | ouvert au public. Lieu de naissance d'Eugène Le Roy, écrivain français |                             |              |
|                                                          | Château Henri IV                              | Bergerac                               | Inscrit MH (1947) · Notice no PA00082372                               | (Maison dite), |                             |              |
|                                                          | Château de l'Herm                             | Rouffignac-Saint-Cernin-de-Reilhac     | Inscrit MH (2021) · Notice no PA00082786                               | XVe siècle XVIe siècle, ouvert au public. Château au centre du roman d'Eugène Le Roy Jacquou le Croquant |                             |              |
|                                                          | Château de l'Hermier                          | Carsac-Aillac                          |                                                                        | (ou manoir de l'Hermier) |                             |              |
|                                                          | Château de la Hierce (Castel de la Hierce)    | Brantôme en Périgord                   | Classé MH (1892) · Notice no PA00082404                                | XVIIe siècle, ouvert au public |                             |              |
|                                                          | Château de Hurtevent                          | Paunat                                 |                                                                        | XVIIIe siècle |                             |              |
|                                                          | Château de Janissous                          | Saint-Michel-de-Villadeix              |                                                                        | XVIIIe siècle |                             |              |
|                                                          | Château du Jarry                              | La Bachellerie                         |                                                                        | |                             |              |
|                                                          | Château de la Jarthe                          | Coursac                                | Inscrit MH (1948) · Notice no PA00082508                               | XVe siècle XVIe siècle, |                             |              |
|                                                          | Château de la Jarthe                          | Trélissac                              |                                                                        | XVIIe siècle, XXe siècle |                             |              |
|                                                          | Château de la Jaubertie                       | Colombier                              | Inscrit MH (2004) · Notice no PA24000042                               | XVIIIe siècle XIXe siècle XXe siècle, |                             |              |
|                                                          | Château de Jaure                              | Jaure                                  |                                                                        | XIIIe siècle XVe siècle. Où fut signé l'alliance franco-russe le 17 août 1892 par le général Raoul Le Mouton de Boisdeffre, chef d'État-major français, et son homologue russe Nicolas Obrouchev (qui mourut au château en 1904). Elle fut ratifiée aussitôt par le Président de la République française, Sadi Carnot, puis seize mois plus tard par le tsar Alexandre III                     |                             |              |
|                                                          | Château de Jaurias                            | Gout-Rossignol                         |                                                                        | XVIIIe siècle XIXe siècle |                             |              |
|                                                          | Château de Javerlhac                          | Javerlhac-et-la-Chapelle-Saint-Robert  | Inscrit MH (1974) · Notice no PA00082586                               | XVIe siècle, |                             |              |
| Ruine ou disparu                                         | Château de Jayac                              | Jayac                                  |                                                                        | XIIe siècle XVe siècle. Incendié en 1790. |                             |              |
| Ruine ou disparu                                         | Château de Jovelle                            | La Tour-Blanche-Cercles                | Inscrit MH (1948) · Notice no PA00083023                               | XIIIe siècle XIVe siècle |                             |              |
|                                                          | Château de Jumilhac                           | Jumilhac-le-Grand                      | Classé MH (1922, 1923, 1924) · Notice no PA00082592                    | XVe siècle XVIe siècle XVIIe siècle, ouvert au public |                             |              |
|                                                          | Château Labrousse                             | Saint-Sulpice-d'Excideuil              |                                                                        | |                             |              |
| Renaissance                                              | Château de Lacoste                            | Castelnaud-la-Chapelle                 | Inscrit MH (1970) · Notice no PA00082448                               | XVIIIe siècle XIXe siècle | 44° 47′ 54″ N, 1° 09′ 21″ E |              |
| Domaine viticole                                         | Château Ladesvignes                           | Pomport                                |                                                                        | domaine viticole |                             |              |
|                                                          | Château de La Force                           | La Force                               | Classé MH (1932) · Notice no PA00082562                                | |                             |              |
|                                                          | Château de Lafont                             | Saint-Vivien                           |                                                                        | [ 4 ] |                             |              |
|                                                          | Château de Lage                               | Négrondes                              |                                                                        | ou Château de l'Age |                             |              |
|                                                          | Château de Lalande                            | Annesse-et-Beaulieu                    |                                                                        | XVIIIe siècle |                             |              |
|                                                          | Château de Lalinde                            | Lalinde                                |                                                                        | (ou château de la Bastide), XIIIe et XIXe siècles |                             |              |
|                                                          | Château de Lambertie                          | Mialet                                 |                                                                        | XVe siècle XVIe siècle, très restauré au XIXe siècle. Fondé au XIIe siècle, fut incendié par les Anglais en 1380, puis rebâtit |                             |              |
|                                                          | Château les Landes                            | Lalinde                                |                                                                        | XVIIe et XVIIIe siècles (Sainte-Colombe) |                             |              |
|                                                          | Château de Lanmary                            | Antonne-et-Trigonant                   |                                                                        | XVe et XVIIIe siècles, transformé en établissement d'hébergement pour personnes âgées dépendantes |                             |              |
|                                                          | Château de Lannet                             | La Chapelle-Montmoreau                 |                                                                        | XIXe siècle |                             |              |
|                                                          | Château de Lanquais                           | Lanquais                               | Classé MH (1942) · Inscrit MH (2010) · Notice no PA00082605            | et l'allée d'ormeaux qui y conduit, XVe siècle XVIe siècle, ouvert au public |                             |              |
|                                                          | Château de Lanvège                            | Saussignac                             |                                                                        | XIIIe siècle XVe siècle. Partiellement détruit en 1945 |                             |              |
|                                                          | Château de Lardimalie                         | Saint-Pierre-de-Chignac                | Inscrit MH (1984) · Notice no PA00082887                               | XIXe siècle. Construit sur les ruines d'une forteresse du XIVe siècle. et site naturel classé[réf. souhaitée] |                             |              |
|                                                          | Château de Laroque                            | Lanquais                               | Inscrit MH (1948) · Notice no PA00082606                               | XVe siècle XVIe siècle, |                             |              |
|                                                          | Château de Laroque-Basse                      | Saint-Antoine-de-Breuilh               |                                                                        | XVe siècle XVIe siècle |                             |              |
|                                                          | Château de Laroque-Haute                      | Saint-Antoine-de-Breuilh               |                                                                        | XVe siècle XVIIe siècle |                             |              |
| Ruine ou disparu                                         | Château de Lascaud-de-Sales                   | Beleymas                               |                                                                        | XIIIe siècle |                             |              |
|                                                          | Château de Lascours                           | Carsac-Aillac                          | Inscrit MH (1973) · Notice no PA00082433                               | XVe et XVIe siècles |                             |              |
|                                                          | Château de Lascoux                            | Celles                                 |                                                                        | XVIe siècle |                             |              |
|                                                          | Château de Lasserre                           | Marcillac-Saint-Quentin                |                                                                        | médiéval et Renaissance, restauré au XIXe siècle |                             |              |
|                                                          | Château de Lasteyrie                          | La Rochebeaucourt-et-Argentine         |                                                                        | |                             |              |
|                                                          | Château de Laubertie                          | Saint-Jory-las-Bloux                   |                                                                        | XIXe siècle |                             |              |
|                                                          | Château de La Laupière                        | Vaunac                                 |                                                                        | |                             |              |
|                                                          | Château de Laussel                            | Marquay                                |                                                                        | XVe siècle XVIe siècle |                             |              |
|                                                          | Château de Lauterie                           | Trélissac                              |                                                                        | XVe siècle XVIIe siècle |                             |              |
|                                                          | Château de Lavalade                           | Tocane-Saint-Apre                      |                                                                        | XVIe et XVIIIe siècles |                             |              |
|                                                          | Château de Lavergne                           | Petit-Bersac                           |                                                                        | XIVe siècle XVIIIe siècle. Actuellement une ferme |                             |              |
|                                                          | Château de Laxion                             | Corgnac-sur-l'Isle                     | Inscrit MH (2009) · Notice no PA00082499                               | XVe siècle XVIe siècle, |                             |              |
|                                                          | Château de Lescot                             | Lamonzie-Montastruc                    |                                                                        | XVIIe siècle |                             |              |
|                                                          | Château de Lespinassat                        | Bergerac                               | Inscrit MH (1989) · Notice no PA00082373                               | XVIIe siècle XVIIIe siècle XIXe siècle, |                             |              |
|                                                          | Château de Lestaubière                        | Douville                               |                                                                        | XIXe siècle |                             |              |
| Ruine ou disparu                                         | Château de Leygurat                           | Augignac                               |                                                                        | |                             |              |
|                                                          | Château de Leyzarnie                          | Manzac-sur-Vern                        | Inscrit MH (2008) · Notice no PA24000067                               | rebâti au XIXe siècle. Ancienne colonie de vacances, À l'abandon en 2019, en vente en 2021 |                             |              |
|                                                          | Château de Libersac                           | Saint-Capraise-d'Eymet                 |                                                                        | XVe siècle XIXe siècle |                             |              |
|                                                          | Château du Lieu-Dieu                          | Boulazac                               | Inscrit MH (1959) · Notice no PA00082389                               | XIVe siècle XVe siècle XIXe siècle |                             |              |
|                                                          | Château de la Ligerie                         | Champagne-et-Fontaine                  |                                                                        | XVIIe siècle, tour du XVIIe siècle |                             |              |
| Ruine ou disparu                                         | Château de Limeuil                            | Limeuil                                |                                                                        | XIIIe siècle |                             |              |
|                                                          | Château de Limeyrat                           | Limeyrat                               |                                                                        | (presque ruines du), XVe siècle XVIIe siècle. Il s'agit d'un château fort |                             |              |
|                                                          | Château-Bas                                   | Lisle                                  |                                                                        | XVIe siècle |                             |              |
| Ruine ou disparu                                         | Château-Haut                                  | Lisle                                  | Inscrit MH (1942) · Notice no PA00082619                               | XVe siècle, château inachevé |                             |              |
| Ruine ou disparu                                         | Château de Longas                             | Sainte-Foy-de-Longas                   | Inscrit MH (1948) · Notice no PA00082830                               | XVe siècle, | 44° 56′ 01″ N, 0° 45′ 42″ E |              |
|                                                          | Château de Longua                             | Saint-Médard-de-Mussidan               | Inscrit MH (2002, 2004) · Notice no PA00082874                         | XIXe siècle, |                             |              |
|                                                          | Château de Lortal                             | Manaurie                               |                                                                        | XVIe siècle XVIIe siècle |                             |              |
|                                                          | Château de Losse                              | Thonac                                 | Classé MH (2007) · Notice no PA00083019                                | XVIe siècle XVIIe siècle, ouvert au public |                             |              |
|                                                          | Château de Loubejac                           | Sarlat-la-Canéda                       |                                                                        | ancienne propriété de Justin Germain Casimir de Selves, homme politique, qui en a fait le siège de la fondation de Selves, Institut médico-éducatif (IME) |                             |              |
| Ruine ou disparu                                         | Château de La Luminade                        | Cornille                               |                                                                        | XVIe siècle |                             |              |
|                                                          | Château de Lusignac                           | Lusignac                               |                                                                        | Gothique |                             |              |
|                                                          | Château de Luzier                             | Beaumont-du-Périgord                   | Inscrit MH (2009) · Notice no PA00082341                               | XVIIe siècle XVIIIe siècle, |                             |              |
|                                                          | Château Magne                                 | Trélissac                              | Inscrit MH (2004) · Notice no PA24000044                               | XIXe siècle, |                             |              |
|                                                          | Château des Maillots                          | Saint-Pierre-de-Chignac                |                                                                        | |                             |              |
|                                                          | Château de la Malartrie                       | Vézac                                  |                                                                        | XIXe siècle. Ce château est de style Renaissance |                             |              |
|                                                          | Château de Malbec                             | Fleurac                                |                                                                        | XVIe siècle XIXe siècle |                             |              |
|                                                          | Château du Malveyran                          | Pomport                                |                                                                        | |                             |              |
|                                                          | Château du Manègre                            | Valojoulx                              |                                                                        | XVIe siècle XVIIe siècle |                             |              |
|                                                          | Château de la Manou                           | Coursac                                |                                                                        | XVIIe siècle |                             |              |
|                                                          | Château de Marafy                             | Vieux-Mareuil                          |                                                                        | XVIIe siècle |                             |              |
|                                                          | Château de Mareuil                            | Mareuil                                | Classé MH (1862) · Notice no PA00082629                                | XIIe siècle XVIe siècle. Siège de l'une des quatre baronnies du Périgord, il appartint d'abord à la famille du troubadour Arnaud de Mareuil qui y naquit en 1150. Il fut pillé par les Anglais au XIVe siècle. Au début du XVIe siècle il passa aux Talleyrand-Périgord jusqu'en 1883 où, en ruine, il fut donné aux hospices de Chalais. Il fut racheté en 1964 et restauré, ouvert au public |                             |              |
|                                                          | Château de Marobert                           | Vitrac                                 |                                                                        | [ 3 ] |                             |              |
|                                                          | Château de Marouatte                          | Grand-Brassac                          |                                                                        | (ou Marouate, Maroite ou Maroitte), XVe siècle XVIe siècle, restauré au XIXe siècle |                             |              |
|                                                          | Château de Marqueyssac                        | Saint-Pantaly-d'Ans                    |                                                                        | XVe siècle |                             |              |
|                                                          | Château de Marqueyssac                        | Vézac                                  | Inscrit MH (1948) · Notice no PA00083058                               | XVe siècle XVIIe siècle, Les jardins de buis en terrasse ont été dessinés par André Le Nôtre, et sont en site classé |                             |              |
|                                                          | Château de Marsalès                           | Marsalès                               | Inscrit MH (1976) · Notice no PA00082636                               | XVe siècle XVIIe siècle, |                             |              |
|                                                          | Château de la Marthonye                       | Saint-Jean-de-Côle                     | Classé MH (1943) · Notice no PA00082845                                | (ou La Marthonie), XIVe siècle XVe siècle XVIe siècle XVIIIe siècle, ouvert au public |                             |              |
|                                                          | Château de La Martinie                        | Segonzac                               | Inscrit MH (1970) · Notice no PA00082993                               | XIIIe siècle XVe siècle XVIe siècle XVIIe siècle, |                             |              |
|                                                          | Château de Marzac                             | Tursac                                 | Inscrit MH (1963, 1991) · Notice no PA00083031                         | XVe siècle XVIe siècle XVIIe siècle, |                             |              |
|                                                          | Château du Mas de Montet                      | Petit-Bersac                           |                                                                        | XVIIIe siècle XIXe siècle. Actuellement une auberge |                             |              |
|                                                          | Château de Mas-Robert                         | Vitrac                                 |                                                                        | XVIe siècle XVIIe siècle |                             |              |
|                                                          | Château de Matecoulon                         | Montpeyroux                            | Classé MH (1972) · Inscrit MH (2003, 2008) · Notice no PA00082703      | XIVe siècle XVe siècle XVIIIe siècle, en partie classé et en partie |                             |              |
|                                                          | Château de Maupas                             | Issac                                  |                                                                        | XIVe siècle |                             |              |
|                                                          | Château de Mauriac                            | Douzillac                              | Inscrit MH (2016) · Notice no PA00082523                               | XVe siècle, ; jardins et terrasses ouverts au public |                             |              |
|                                                          | Château de Mavaleix                           | Chalais                                | Inscrit MH (1947) · Notice no PA00082460                               | XIIIe siècle XVIe siècle, |                             |              |
|                                                          | Château de Mayac                              | Mayac                                  |                                                                        | XVIIe siècle XVIIIe siècle |                             |              |
|                                                          | Château de Mazerat                            | Bourdeilles                            |                                                                        | XIXe siècle |                             |              |
|                                                          | Château de Mellet                             | Beauregard-de-Terrasson                | Inscrit MH (1990) · Notice no PA00083073                               | XVIIe siècle, ouvert au public |                             |              |
|                                                          | Château épiscopal de Mensignac                | Mensignac                              |                                                                        | cet ancien château qui fut épiscopal au XIVe siècle a disparu |                             |              |
|                                                          | Château de Mensignac                          | Mensignac                              |                                                                        | (nouveau), XIXe siècle. Actuellement mairie, PTT, salle des fêtes |                             |              |
|                                                          | Château de Mespoulet                          | Saint-Pompon                           | Inscrit MH (1948) · Notice no PA00082893                               | XIVe siècle XVIIIe siècle, donjon du XIIe siècle, |                             |              |
|                                                          | Château de la Meyfrenie                       | Verteillac                             | Inscrit MH (1998, 2010) · Notice no PA24000022                         | XVIIIe siècle XIXe siècle, |                             |              |
|                                                          | Château du Meynard                            | Allemans                               |                                                                        | XIXe siècle |                             |              |
|                                                          | Château de la Meynardie                       | La Coquille                            |                                                                        | XVIe siècle |                             |              |
|                                                          | Château de la Meynardie                       | Saint-Privat-des-Prés                  |                                                                        | XVIe siècle XVIIe siècle. Sanatorium |                             |              |
|                                                          | Château de la Meynardie                       | Saint-Vincent-Jalmoutiers              |                                                                        | Préventorium |                             |              |
|                                                          | Château de Mézières                           | Port-Sainte-Foy-et-Ponchapt            |                                                                        | XVIe siècle |                             |              |
| Renaissance · Gothique (flamboyant)                      | Château des Milandes                          | Castelnaud-la-Chapelle                 | Inscrit MH (2009) · Notice no PA00082449                               | XVe et XIXe siècles, ouvert au public. Ex-propriété de Joséphine Baker | 44° 49′ 25″ N, 1° 06′ 49″ E |              |
| Ruine ou disparu                                         | Château de Miremont                           | Mauzens-et-Miremont                    | Inscrit MH (1971) · Notice no PA00082638                               | XIIe siècle XIVe siècle, |                             |              |
|                                                          | Château Missier                               | Salon                                  |                                                                        | |                             |              |
| Ruine ou disparu                                         | Château de Molières                           | Molières                               | Inscrit MH (1948) · Notice no PA00082647                               | XIIIe siècle |                             |              |
|                                                          | Château de Monbazillac                        | Monbazillac                            | Classé MH (1941) · Notice no PA00082651                                | XVe siècle, ouvert au public |                             |              |
|                                                          | Château de Monbette                           | Cénac-et-Saint-Julien                  |                                                                        | XVIIIe siècle |                             |              |
|                                                          | Château de Monboucher                         | Lamonzie-Saint-Martin                  |                                                                        | XVIIe siècle (Monteil) |                             |              |
|                                                          | Château de Mondésir                           | Villefranche-de-Lonchat                |                                                                        | XVIIIe siècle |                             |              |
|                                                          | Château de Mondevy                            | Saint-Félix-de-Bourdeilles             |                                                                        | XVIe siècle XVIIIe siècle |                             |              |
|                                                          | Château de Monplaisir                         | La Chapelle-Faucher                    |                                                                        | XVe siècle XIXe siècle |                             |              |
| Renaissance · Néo-Renaissance                            | Château de Monrecour                          | Saint-Vincent-de-Cosse                 |                                                                        | |                             |              |
|                                                          | Château de Monsac                             | Monsac                                 |                                                                        | XVe siècle XIXe siècle |                             |              |
|                                                          | Château de Monsec                             | Mouzens                                | Inscrit MH (2005) · Notice no PA00082707                               | XIVe siècle XVe siècle XVIe siècle, |                             |              |
|                                                          | Château de Montaigne                          | Saint-Michel-de-Montaigne              | Classé MH (1952) · Inscrit MH (2009) · Notice no PA00082876            | XVIe siècle XVIIe siècle, ouvert au public. Lieu de naissance et de décès de Michel de Montaigne (1533-1592). Lieu de décès de Pierre Magne (1806-1879) homme politique français |                             |              |
|                                                          | Château de Montanceix                         | Montrem                                |                                                                        | XIVe siècle XVIe siècle remanié au XIXe siècle |                             |              |
|                                                          | Château de Montardy                           | Grand-Brassac                          | Inscrit MH (2001) · Notice no PA24000032                               | XIVe siècle XVIIIe siècle XIXe siècle, ouvert au public |                             |              |
|                                                          | Château de Montardy                           | Saint-Paul-la-Roche                    |                                                                        | XIVe siècle XVIIIe siècle XIXe siècle |                             |              |
|                                                          | Château de Montastruc                         | Lamonzie-Montastruc                    | Inscrit MH (2001) · Notice no PA00082601                               | XIIIe siècle XVe siècle XVIIIe siècle, |                             |              |
| Ruine ou disparu                                         | Château de Montagrier                         | Montagrier                             |                                                                        | féodal, rebâti au XVIIIe siècle |                             |              |
| Ruine ou disparu                                         | Château de Montaud                            | Beleymas                               |                                                                        | XIIe siècle |                             |              |
|                                                          | Château de Montcheuil                         | Saint-Martial-de-Valette               |                                                                        | XVe siècle XVIe siècle remanié au XIXe siècle |                             |              |
|                                                          | Château de Montcigoux                         | Saint-Pierre-de-Frugie                 |                                                                        | XIIe siècle XVIIe siècle |                             |              |
|                                                          | Château de Montclard                          | Saint-Georges-de-Montclard             | Inscrit MH (2007) · Notice no PA24000063                               | (ou Montclar, ou Monclar), ouvert au public |                             |              |
| Ruine ou disparu                                         | Château de Montferrand                        | Montferrand-du-Périgord                | Inscrit MH (2013) · Notice no PA00082688                               | XIIe siècle XVe siècle |                             |              |
|                                                          | Château de Montferrier                        | Saint-Geyrac                           |                                                                        | XVIIe siècle |                             |              |
|                                                          | Château de Montfort                           | Vitrac                                 |                                                                        | XIVe siècle XIVe siècle restauré au XIXe siècle. Le château fut détruit et reconstruit cinq fois entre 1214 et 1606. C'était le repaire du sanguinaire seigneur Bernard de Casnac |                             |              |
| Ruine ou disparu                                         | Château de Montgueyral                        | Naussannes                             |                                                                        | XIVe siècle |                             |              |
|                                                          | Château féodal de Montguyard                  | Serres-et-Montguyard                   |                                                                        | Situé à Montguyard |                             |              |
|                                                          | Château de Montignac                          | Montignac-Lascaux                      |                                                                        | (féodal). Château des comtes de Périgord, ruiné par l'armée royale au XIVe siècle, puis par les Anglais, il fut transformé en carrière de pierres après la Révolution |                             |              |
|                                                          | Château de Montmège                           | Terrasson-Lavilledieu                  |                                                                        | XIIIe siècle XVIIe siècle |                             |              |
|                                                          | Château de Montmirail                         | Cénac-et-Saint-Julien                  |                                                                        | XVIIIe siècle |                             |              |
|                                                          | Château Montpon-Ménestérol                    | Montpon-Ménestérol                     |                                                                        | (traces du), XVIIIe siècle (Puychalud) |                             |              |
|                                                          | Château de Montravel                          | Lamothe-Montravel                      |                                                                        | XIIIe siècle, forteresse quasi détruite en 1620, siège d'une châtellenie de 19 paroisses |                             |              |
|                                                          | Château de Montréal                           | Issac                                  | Inscrit MH (1948) · Classé MH (1991) · Notice no PA00082578            | XIIe siècle XIIIe siècle XVIe siècle XIXe siècle, ouvert au public |                             |              |
|                                                          | Château de Montvert                           | Saint-Seurin-de-Prats                  |                                                                        | XVIIe siècle |                             |              |
|                                                          | Château de la Mothe                           | Saint-Privat-des-Prés                  |                                                                        | XIIIe siècle XVIIe siècle |                             |              |
| Ruine ou disparu                                         | Château fort Mouleydier                       | Mouleydier                             |                                                                        | XIIe siècle au lieu-dit la Castelle. Il fut assiégé par Bertrand du Guesclin en 1375. |                             |              |
|                                                          | Château de Mounet-Sully                       | Bergerac                               | Inscrit MH (1975) · Notice no PA00082374                               | XIXe siècle, |                             |              |
|                                                          | Château du Murat                              | Trélissac                              |                                                                        | XVIIIe siècle |                             |              |
| Ruine ou disparu                                         | Château du Muratel                            | Villac                                 |                                                                        | |                             |              |
|                                                          | Château fort de Mussidan                      | Mussidan                               |                                                                        | XIe siècle |                             |              |
|                                                          | Château de Nanthiat                           | Nanthiat                               | Inscrit MH (1946) · Notice no PA00082711                               | XVIe siècle XVIIIe siècle, |                             |              |
|                                                          | Château de Narbonne                           | Saint-Just                             | Inscrit MH (1948) · Notice no PA00082851                               | XVIe siècle XVIIe siècle, donjon du XIIIe siècle, |                             |              |
|                                                          | Château de Neuvic                             | Neuvic                                 | Inscrit MH (1927) · Classé MH (1952) · Notice no PA00082712            | (également appelé Château de Mellet), ailes du XVIe siècle, chapelle du XVIIe siècle et avant-corps du XVIIIe siècle, ouvert au public, en partie classé et en partie |                             |              |
|                                                          | Château de Nontron                            | Nontron                                | Inscrit MH (1984) · Notice no PA00082714                               | XVIIIe siècle XIXe siècle, |                             |              |
|                                                          | Château d'Oche                                | Saint-Priest-les-Fougères              |                                                                        | XIXe siècle |                             |              |
| Château fort · Ruine ou disparu                          | Château de Paluel                             | Saint-Vincent-le-Paluel                | Inscrit MH (1927) · Notice no PA00082908                               | XVe siècle, restauré au XIXe siècle, incendié par les Allemands en 1944, à voir dans le film Le Tatoué (1968) | 44° 52′ 39″ N, 1° 17′ 13″ E |              |
|                                                          | Château de Panassou                           | Saint-Vincent-de-Cosse                 | Inscrit MH (1948) · Notice no PA00082906                               | XVe siècle XVIe siècle, |                             |              |
| Domaine viticole                                         | Château de Panisseau                          | Thénac (Dordogne)                      |                                                                        | XVIIe siècle XIXe siècle, domaine viticole |                             |              |
|                                                          | Château de Parcoul                            | Parcoul                                |                                                                        | XVIe siècle XVIIIe siècle |                             |              |
| Ruine ou disparu                                         | Château de Paulin                             | Paulin                                 |                                                                        | |                             |              |
|                                                          | Château du Pauly                              | Chassaignes                            |                                                                        | XIXe siècle |                             |              |
| Ruine ou disparu                                         | Château de Paunat                             | Paunat                                 |                                                                        | Moyen Âge. |                             |              |
| Ruine ou disparu                                         | Château de Paupiol                            | Saint-Avit-Sénieur                     |                                                                        | |                             |              |
|                                                          | Château dit Pavillon Renaissance              | Bourdeilles                            |                                                                        | |                             |              |
|                                                          | Château de Payzac                             | Payzac                                 |                                                                        | XIVe siècle XIXe siècle |                             |              |
|                                                          | Château de Pazayac                            | Pazayac                                |                                                                        | XVIIe siècle |                             |              |
|                                                          | Château de Pecany                             | Pomport                                |                                                                        | |                             |              |
|                                                          | Château Péchaud                               | Castelnaud-la-Chapelle                 |                                                                        | XVIIe siècle XVIIIe siècle |                             |              |
|                                                          | Château fort de Pech-Saint-Sourd              | Saint-Cirq                             |                                                                        | |                             |              |
|                                                          | Château la Péchère                            | Limeuil                                |                                                                        | XVIIIe siècle |                             |              |
|                                                          | Château de Pechmoutier                        | Saint-Cernin-de-Labarde                |                                                                        | XVIIe siècle ; connu sous le nom actuel de château de Pemontier et non pas du manoir de Pechmoutier. Conserve un pavillon du XVe siècle |                             |              |
|                                                          | Château de Peignefort                         | Paussac-et-Saint-Vivien                |                                                                        | |                             |              |
|                                                          | Château de Pelvézy                            | Saint-Geniès                           |                                                                        | Actuellement centre de vacances |                             |              |
| Manoir, gentilhommière                                   | Château de Perdigat (Manoir de Perdigat)      | Saint-Chamassy                         | Inscrit MH (1971) · Notice no PA00082812                               | XVe et XVIe siècles | 44° 53′ 26″ N, 0° 54′ 58″ E |              |
|                                                          | Château de Perrou                             | Gageac-et-Rouillac                     |                                                                        | XVIIe siècle |                             |              |
|                                                          | Château de la Petite Filolie                  | Condat-sur-Vézère                      |                                                                        | Renaissance et XVIIe siècle |                             |              |
| Ruine ou disparu                                         | Château du Petit-Marzac                       | Tursac                                 |                                                                        | XIVe siècle |                             |              |
|                                                          | Château Petit Tour                            | Faux-en-Périgord                       |                                                                        | XIXe siècle, aménagé en chambres d'hôtes |                             |              |
|                                                          | Château du Peuch                              | Fleurac                                |                                                                        | XVIIIe siècle |                             |              |
|                                                          | Château du Peuch                              | Plazac                                 |                                                                        | XVe siècle XVIIIe siècle |                             |              |
|                                                          | Château de Peyraux                            | Le Lardin-Saint-Lazare                 | Inscrit MH (1948, 1974) · Notice no PA00082608                         | XVIIe siècle, |                             |              |
|                                                          | Château du Peyruzel                           | Daglan                                 | Inscrit MH (1948) · Notice no PA00082510                               | XVIIIe siècle XIXe siècle, |                             |              |
|                                                          | Château de Piégut                             | Piégut-Pluviers                        | Inscrit MH (1946) · Notice no PA00082766                               | (tour du), Château détruit en 1199 par Richard Ier d'Angleterre dit Richard Cœur de Lion |                             |              |
|                                                          | Château de Pile                               | Cours-de-Pile                          |                                                                        | XVe et XVIIe siècles incendié début juillet 2008 |                             |              |
|                                                          | Château de Pitray                             | Saint-Seurin-de-Prats                  |                                                                        | XVIIIe siècle |                             |              |
|                                                          | Château de Planchat                           | Montignac-Lascaux                      |                                                                        | XVe siècle |                             |              |
|                                                          | Château de la Pommerie                        | Cendrieux                              | Inscrit MH (2002) · Notice no PA24000035                               | XVIIIe siècle XIXe siècle, ouvert au public. Musée Napoléon |                             |              |
|                                                          | Château de Pommier                            | Saint-Front-la-Rivière                 | Inscrit MH (1959) · Notice no PA00082832                               | XVe siècle XVIIe siècle, |                             |              |
| Ruine ou disparu                                         | Château de Ponchapt                           | Port-Sainte-Foy-et-Ponchapt            |                                                                        | |                             |              |
|                                                          | Château du Pont                               | Villac                                 |                                                                        | |                             |              |
| Ruine ou disparu                                         | Château de Potuverie                          | Beauregard-de-Terrasson                |                                                                        | |                             |              |
|                                                          | Château de la Poujade                         | Urval                                  | Inscrit MH (2003) · Notice no PA24000041                               | XVIIIe siècle XIXe siècle, |                             |              |
|                                                          | Château de Pourcaud                           | Monfaucon                              |                                                                        | |                             |              |
|                                                          | Château de Poutignac                          | Beaussac                               | Inscrit MH (1948) · Notice no PA00082360                               | XVe siècle XVIe siècle XVIIIe siècle, |                             |              |
|                                                          | Château de Pouthet                            | Eymet                                  | Inscrit MH (2006) · Notice no PA24000051                               | XVIIIe et XIXe siècles, |                             |              |
|                                                          | Château de la Pouyade                         | Sceau-Saint-Angel                      |                                                                        | XVIIe siècle |                             |              |
|                                                          | Château de Pouzelande                         | Notre-Dame-de-Sanilhac                 |                                                                        | |                             |              |
|                                                          | Château de Prats                              | Montrem                                |                                                                        | Colonie de vacances |                             |              |
|                                                          | Château de Prats                              | Saint-Seurin-de-Prats                  | Inscrit MH (1963) · Notice no PA00082900                               | XVIIIe siècle, |                             |              |
|                                                          | Château de Prats-du-Périgord                  | Prats-du-Périgord                      |                                                                        | XVIe siècle, donjon du XIVe siècle |                             |              |
| Ruine ou disparu                                         | Château de Prémilhac                          | Saint-Sulpice-d'Excideuil              |                                                                        | XVe siècle |                             |              |
|                                                          | Château de Prompsault                         | Notre-Dame-de-Sanilhac                 |                                                                        | XIXe siècle |                             |              |
|                                                          | Château du Puid                               | Saint-Sulpice-de-Roumagnac             |                                                                        | XVIIIe siècle |                             |              |
|                                                          | Château de Puycharnaud                        | Saint-Estèphe                          |                                                                        | XIXe siècle |                             |              |
|                                                          | Château de Puyferrat                          | Saint-Astier                           | Classé MH (1862) · Notice no PA00082803                                | XVe siècle XVIIe siècle, ouvert au public |                             |              |
|                                                          | Château de Puyguilhem                         | Thénac                                 | Inscrit MH (1927, 2008) · Notice no PA00083017                         | (semi-ruine du), XIIIe siècle XIVe siècle . Il s'agit d'un château fort |                             |              |
|                                                          | Château de Puyguilhem                         | Villars                                | Classé MH (1912) · Inscrit MH (1945) · Notice no PA00083065            | XVIe siècle, pour partie classé et pour partie , ouvert au public |                             |              |
|                                                          | Château de Puymangou                          | Puymangou                              |                                                                        | XVIIe siècle |                             |              |
|                                                          | Château de Puymarteau                         | Brantôme en Périgord                   | Inscrit MH (1981) · Notice no PA00082405                               | XVIe siècle XVIIe siècle, |                             |              |
|                                                          | Château de Puymartin                          | Marquay                                | Inscrit MH (1948) · Classé MH (1977) · Notice no PA00082633            | XVe siècle XVIe siècle XVIIe siècle, ouvert au public |                             |              |
|                                                          | Château de Puymoger                           | Javerlhac-et-la-Chapelle-Saint-Robert  |                                                                        | rebâti au XIXe siècle |                             |              |
| Ruine ou disparu                                         | Château du Puy-Pont                           | Neuvic                                 |                                                                        | (ou Puy-de-Pont) |                             |              |
|                                                          | Château de Puyrazeau                          | Piégut-Pluviers                        |                                                                        | XIXe siècle |                             |              |
|                                                          | Château de Puyredon                           | Saint-Perdoux                          |                                                                        | XVIIe siècle XIXe siècle |                             |              |
|                                                          | Château de Puy-Robert                         | Montignac-Lascaux                      |                                                                        | XIXe siècle. Actuellement hôtel-restaurant |                             |              |
|                                                          | Château du Puy-Saint-Astier                   | Saint-Astier                           | Inscrit MH (1988) · Notice no PA00082802                               | XVe siècle, XVIIe siècle, XVIIIe siècle, |                             |              |
|                                                          | Château de Queynat                            | Limeuil                                |                                                                        | XVe siècle XVIIe siècle |                             |              |
|                                                          | Château de Ramefort                           | Brantôme en Périgord hameau de Valeuil | Inscrit MH (1980) · Notice no PA00083043                               | XIIIe siècle XVe siècle XIXe siècle, |                             |              |
|                                                          | Château de Rastignac                          | La Bachellerie                         | Classé MH (1946, 1951) · Notice no PA00082331                          | XIXe siècle, qui a servi de modèle pour la façade Sud de la Maison-Blanche |                             |              |
|                                                          | Château de la Raye                            | Vélines                                | Inscrit MH (1974) · Notice no PA00083051                               | XVIIIe siècle, |                             |              |
|                                                          | Château de Raysse                             | Cazoulès                               |                                                                        | XVIIe siècle |                             |              |
|                                                          | Château de Razac                              | Thiviers                               |                                                                        | XVIIe siècle |                             |              |
| Château fort · Ruine ou disparu                          | Château de Razac-d'Eymet                      | Razac-d'Eymet                          |                                                                        | XIIIe siècle XIVe siècle |                             |              |
|                                                          | Château de Redon                              | Granges-d'Ans                          |                                                                        | reconstruit sur un repaire du XVe siècle |                             |              |
|                                                          | Château de Regagnac                           | Montferrand-du-Périgord                |                                                                        | XVIe siècle XVIIe siècle, propriété privée, ne se visite pas |                             |              |
|                                                          | Château de la Reille                          | Coulaures                              | Inscrit MH (1975) · Notice no PA00082504                               | XVIe siècle, |                             |              |
|                                                          | Château de la Renaudie                        | Lembras                                |                                                                        | XVIe siècle XVIIe siècle. Le père Charles de Foucauld priait souvent dans sa chapelle |                             |              |
| Ruine ou disparu                                         | Château de la Renaudie                        | Saint-Front-la-Rivière                 | Inscrit MH (1946) · Notice no PA00082833                               | XIIIe siècle XIVe siècle XVe siècle XVIe siècle |                             |              |
|                                                          | Château de la Renaudie                        | Saint-Privat-des-Prés                  |                                                                        | |                             |              |
|                                                          | Château de la Renaudie                        | Saint-Vincent-Jalmoutiers              |                                                                        | XVIIe siècle |                             |              |
| Ruine ou disparu                                         | Château du Repaire                            | Saint-Aubin-de-Nabirat                 | Inscrit MH (2003) · Notice no PA00082868                               | XVIe siècle |                             |              |
| Ruine ou disparu                                         | Château du Repaire                            | Saint-Martial-de-Nabirat               |                                                                        | XVe siècle XIIIe siècle |                             |              |
|                                                          | Château des Reynats                           | Chancelade                             |                                                                        | |                             |              |
| Ruine ou disparu                                         | Château de Ribagnac                           | Ribagnac                               |                                                                        | château ruiné au XVIe siècle par Blaise de Monluc et les catholiques. |                             |              |
|                                                          | Château de Ribérac                            | Ribérac                                |                                                                        | Xe siècle ? XIVe siècle ? Aujourd'hui détruit |                             |              |
|                                                          | Château de la Ricardie                        | Liorac-sur-Louyre                      |                                                                        | XVIe siècle XIXe siècle |                             |              |
|                                                          | Château de la Richardie                       | Bouteilles-Saint-Sébastien             |                                                                        | XVIIIe siècle |                             |              |
| Ruine ou disparu                                         | Château de la Richardie                       | Eyliac                                 |                                                                        | XVe siècle XVIIIe siècle |                             |              |
|                                                          | Château la Richardie                          | Champagne-et-Fontaine                  |                                                                        | XVIIIe siècle |                             |              |
|                                                          | Château de Richemont                          | Saint-Crépin-de-Richemont              | Inscrit MH (1927) · Notice no PA00082818                               | XVIe siècle XVIIe siècle, ouvert au public. Château bâti par Pierre de Bourdeille, dit Brantôme, abbé commendataire et seigneur de Brantôme et écrivain français |                             |              |
|                                                          | Château de la Rigale                          | Villetoureix                           | Classé MH (1905) · Notice no PA00083069                                | Haut-empire XVIIe siècle, |                             |              |
|                                                          | Château de la Rigaudie                        | Allemans                               |                                                                        | XIXe siècle |                             |              |
|                                                          | Château de Rignac                             | Carlux                                 |                                                                        | [ 3 ] |                             |              |
|                                                          | Château de la Rivière                         | Saint-Sulpice-d'Excideuil              |                                                                        | XVIIIe siècle. Édifié sur des bases anciennes |                             |              |
|                                                          | Château du Roc (Château du Roc-Chautru)       | Le Change                              |                                                                        | |                             |              |
|                                                          | Château du Roc                                | Saint-André-d'Allas                    | Inscrit MH (1948) · Notice no PA00082795                               | XVIIIe siècle, |                             |              |
|                                                          | Château du Roc                                | Saint-Aquilin                          |                                                                        | |                             |              |
| Ruine ou disparu                                         | Château de Rocanadel                          | Veyrignac                              | Inscrit MH (1948) · Notice no PA00083056                               | XVe siècle XVIe siècle, en cours de restauration. |                             |              |
|                                                          | Château de la Roche                           | Annesse-et-Beaulieu                    |                                                                        | XIXe siècle |                             |              |
|                                                          | Château de la Roche                           | Liorac-sur-Louyre                      |                                                                        | |                             |              |
|                                                          | Château de la Roche                           | Saint-Pantaly-d'Excideuil              |                                                                        | XVIIIe siècle XIXe siècle |                             |              |
|                                                          | Château de Rochebois                          | Vitrac                                 |                                                                        | XIXe siècle |                             |              |
| Ruine ou disparu                                         | Château de Rochemorin                         | Saint-Front-d'Alemps                   |                                                                        | XVe siècle |                             |              |
|                                                          | Château de la Roche Pontissac                 | Saint-Front-d'Alemps                   | Inscrit MH (1987) · Notice no IA24001154                               | XVIe siècle XVIIIe siècle, dans un site inscrit |                             |              |
|                                                          | Château de Rognac                             | Bassillac                              | Inscrit MH (1945) · Notice no PA00082337                               | XVIe siècle XVIIe siècle, |                             |              |
|                                                          | Château de la Rolandie                        | Sainte-Marie-de-Chignac                |                                                                        | XVIIIe siècle |                             |              |
|                                                          | Château de la Rolphie                         | Coulounieix-Chamiers                   | Inscrit MH (1947) · Notice no PA00082506                               | XVIe siècle, |                             |              |
|                                                          | Château de la Roque                           | Meyrals                                | Inscrit MH (1927) · Classé MH (1963) · Notice no PA00082643            | XIIe siècle XIIIe siècle XVIe siècle, |                             |              |
| Ruine ou disparu                                         | Château de La Roque                           | Saint-Germain-et-Mons                  |                                                                        | |                             |              |
|                                                          | Château de Rossignol                          | Chalagnac                              |                                                                        | XVIIe siècle |                             |              |
|                                                          | Château de Rouffiac                           | Angoisse                               | Inscrit MH (2002) · Notice no PA24000034                               | XIXe siècle, |                             |              |
|                                                          | Château de Rouffillac                         | Carlux                                 |                                                                        | |                             |              |
|                                                          | Château de la Roussie                         | Proissans                              | Inscrit MH (1946) · Notice no PA00082775                               | XVe siècle XVIIe siècle, Propriété privée. En 1997, a servi de décor pour le tournage du film américain La Belle au bois dormant |                             |              |
| Ruine ou disparu                                         | Château de Roussille                          | Douville                               |                                                                        | XIIe siècle XIVe siècle. Repaire du prince mérovingien, prince d'Aquitaine Waïfre (745 - 2 juin 768), ennemi de Pépin le Bref. |                             |              |
|                                                          | Château du Roy                                | Domme                                  |                                                                        | (restes du). Il s'agit d'un château fort |                             |              |
|                                                          | Château de la Rue                             | Lalinde                                | Inscrit MH (1948) · Notice no PA00082598                               | XIIIe siècle au XVIe siècle (Sauvebœuf), |                             |              |
|                                                          | Château le Sablou                             | Fanlac                                 |                                                                        | XVIIIe siècle. Colonie de vacances |                             |              |
|                                                          | Château de Saint-Aulaye                       | Saint-Antoine-de-Breuilh               |                                                                        | XVe siècle XVIIIe siècle |                             |              |
|                                                          | Château de Saint-Aulaye                       | Saint-Aulaye                           |                                                                        | XVIe siècle, construit sur des bases du XIIe siècle. Hôtel de ville |                             |              |
|                                                          | Château de Saint-Cernin                       | Saint-Cernin-de-Labarde                |                                                                        | XVIe siècle XVIIIe siècle |                             |              |
|                                                          | Château de Saint-Crépin                       | Saint-Crépin-de-Richemont              |                                                                        | |                             |              |
|                                                          | Château de Saint-Cyprien                      | Saint-Cyprien                          | Inscrit MH (1949, 2002) · Notice no PA00082824                         | XVIIIe siècle XXe siècle, |                             |              |
|                                                          | Château de Saint-Geniès                       | Saint-Geniès                           | Classé MH (1976) · Notice no PA00082837                                | XIIIe siècle XVIe siècle, |                             |              |
| Ruine ou disparu                                         | Vieux château de Saint-Geniès                 | Saint-Geniès                           | Inscrit MH (1925) · Notice no PA00082838                               | XIIe siècle |                             |              |
|                                                          | Château de Saint-Germain                      | Gaugeac                                | Inscrit MH (1984) · Classé MH (1984) · Notice no PA00082564            | XVe siècle XVIe siècle XVIIIe siècle, |                             |              |
|                                                          | Château de Saint-Germain                      | Monpazier                              |                                                                        | ouvert au public |                             |              |
|                                                          | Château de Saint-Germain-du-Salembre          | Saint-Germain-du-Salembre              | Inscrit MH (1991) · Notice no PA00083080                               | Gallo-romain XVe siècle XVIIe siècle XVIIIe siècle XIXe siècle, |                             |              |
|                                                          | Château de Saint-Jory-las-Bloux               | Saint-Jory-las-Bloux                   |                                                                        | XVIe siècle XVIIIe siècle |                             |              |
|                                                          | Château fort de Saint-Laurent-la-Vallée       | Saint-Laurent-la-Vallée                |                                                                        | (tours du) aux lieux-dits La Gardelle et au Castellot |                             |              |
|                                                          | Château de Saint-Mamet                        | Douville                               |                                                                        | XVIIe siècle |                             |              |
| Ruine ou disparu                                         | Château de Saint-Martial                      | Saint-Martial-de-Nabirat               |                                                                        | Fut assiégé par les Croquants en 1595. |                             |              |
|                                                          | Château de Saint-Martial-Laborie              | Cherveix-Cubas                         |                                                                        | XIXe siècle |                             |              |
|                                                          | Château de Saint-Martial-Viveyrol             | Saint-Martial-Viveyrol                 |                                                                        | XVe siècle. Propriété privée, non ouverte au public, ancien demeure des Jussac d'Ambleville, des De Lageard et des De Badillac |                             |              |
|                                                          | Château de Saint-Martin                       | Lamonzie-Saint-Martin                  | Inscrit MH (1948, 2012) · Notice no PA00082603                         | XVe et XVIIIe siècles, |                             |              |
|                                                          | Château de Saint-Martin                       | Saint-Martin-de-Fressengeas            |                                                                        | XVIIe siècle |                             |              |
|                                                          | Château de Saint-Martin                       | Saint-Martin-le-Pin                    |                                                                        | XVIIe siècle XIXe siècle |                             |              |
|                                                          | Château de Saint-Maurice                      | Saint-Laurent-des-Bâtons               | Inscrit MH (1974) · Notice no PA00082853                               | XVe siècle XVIe siècle, |                             |              |
|                                                          | Château féodal de Saint-Pardoux-de-Drône      | Saint-Pardoux-de-Drône                 |                                                                        | (Caves, restes du), Xe siècle XIe siècle |                             |              |
|                                                          | Château de Saint-Paul                         | Saint-Paul-de-Serre                    |                                                                        | XVIIIe siècle XIXe siècle |                             |              |
|                                                          | Château de Saint-Pompon                       | Saint-Pompon                           | Inscrit MH (1948) · Notice no PA00082894                               | XVIe siècle, |                             |              |
|                                                          | Château de Saint-Privat-des-Prés              | Saint-Privat-des-Prés                  |                                                                        | XVe siècle XIXe siècle XXe siècle. Devenu sanatorium et actuellement édifice hospitalier dit centre de la Meynardie |                             |              |
|                                                          | Château de Saint-Rabier                       | Saint-Rabier                           |                                                                        | XVe siècle |                             |              |
|                                                          | Château de Saint-Sulpice                      | Saint-Sulpice-de-Roumagnac             |                                                                        | XVe siècle XVIe siècle. Actuellement maison d'habitation |                             |              |
| Ruine ou disparu                                         | Château de Sainte-Alvère                      | Sainte-Alvère                          |                                                                        | XIVe siècle XVe siècle. Restauré en 1780, le château, ayant appartenu à la famille de Lostanges, fut ensuite incendié par Joseph Lakanal |                             |              |
|                                                          | Château de Sainte-Croix                       | Sainte-Croix                           | Inscrit MH (1948) · Notice no PA00082819                               | XVIIe siècle XVIIIe siècle XIXe siècle, |                             |              |
|                                                          | Château de Sainte-Orse                        | Sainte-Orse                            |                                                                        | XVe siècle XVIe siècle |                             |              |
|                                                          | Château de Salignac                           | Salignac-Eyvignes                      | Inscrit MH (1969) · Notice no PA00082912                               | XIIe siècle XVIe siècle, Château fort des Salignac-Fénelon |                             |              |
|                                                          | Château de Salles                             | Vézac                                  |                                                                        | XVe siècle. Actuellement un hôtel |                             |              |
|                                                          | Château de la Sandre                          | Le Change                              | Inscrit MH (1965) · Notice no PA00082475                               | XIIIe siècle XVe siècle, |                             |              |
| Domaine viticole                                         | Château de Sanxet                             | Pomport                                |                                                                        | XVe siècle, domaine viticole |                             |              |
|                                                          | Château de Sarazac                            | Mayac                                  |                                                                        | tour du XVe siècle |                             |              |
|                                                          | Château Saulnier                              | Saint-Front-la-Rivière                 | Inscrit MH (1969, 2015) · Notice no PA00082834                         | XIIIe et XVIe siècles, |                             |              |
|                                                          | Château de Saulou                             | Cazoulès                               | Inscrit MH (1996) · Notice no PA24000003                               | XVIe siècle XVIIe siècle XVIIIe siècle, |                             |              |
|                                                          | Château de Saulou                             | Peyrillac-et-Millac                    |                                                                        | XVe siècle XVIIe siècle XVIIIe siècle |                             |              |
|                                                          | Château de Saussignac                         | Saussignac                             |                                                                        | XVIIe siècle |                             |              |
|                                                          | Château de Sauvebœuf                          | Aubas                                  | Inscrit MH (1987, 2009) · Notice no PA00082324                         | XVIIe siècle XIXe siècle, ouvert au public |                             |              |
|                                                          | Château de Sauvebœuf                          | Lalinde                                |                                                                        | XIVe siècle XVIe siècle |                             |              |
|                                                          | Château de Segonzac                           | Segonzac                               |                                                                        | XIVe siècle XVIIe siècle |                             |              |
| Ruine ou disparu                                         | Château des Ségur                             | Fougueyrolles                          |                                                                        | XVe siècle |                             |              |
|                                                          | Château de Septfonds                          | Trélissac                              | Inscrit MH (1947) · Notice no PA00083028                               | XVIIIe siècle, |                             |              |
|                                                          | Château de Sermet                             | Loubejac                               |                                                                        | XIIIe siècle XVIIe siècle. Édifié par les templiers |                             |              |
|                                                          | Château de Sibeaumont                         | Cénac-et-Saint-Julien                  |                                                                        | XVIIIe siècle |                             |              |
|                                                          | Château de Sineuil                            | Saint-Cernin-de-l'Herm                 | Inscrit MH (2006) · Notice no PA24000055                               | XVe siècle XVIe siècle XVIe siècle, |                             |              |
|                                                          | Château de Siorac                             | Annesse-et-Beaulieu                    |                                                                        | XVIe siècle |                             |              |
|                                                          | Château de Siorac                             | Siorac-en-Périgord                     |                                                                        | XVIIe siècle. Mairie de la commune. Il a longtemps appartenu à la famille de la Verrie de Siorac, Comte de Vibans |                             |              |
|                                                          | Château de Sirey                              | Prats-de-Carlux                        | Inscrit MH (1948) · Notice no PA00082771                               | XVe siècle XVIe siècle, |                             |              |
|                                                          | Château de Souffron                           | Fleurac                                |                                                                        | XVIIe siècle XIXe siècle |                             |              |
| Ruine ou disparu                                         | Château de Sourzac                            | Sourzac                                |                                                                        | XIVe siècle |                             |              |
|                                                          | Château Talivaud                              | Saint-Martin-le-Pin                    |                                                                        | XIXe siècle |                             |              |
|                                                          | Château de Tarde                              | La Roque-Gageac                        | Classé MH (1951) · Notice no PA00082785                                | XVe siècle, |                             |              |
|                                                          | Château de Tayac                              | Les Eyzies-de-Tayac-Sireuil            | Classé MH (1968) · Notice no PA00082536                                | et ses dépendances, XIIe siècle XIVe siècle XVe siècle, |                             |              |
| Ruine ou disparu                                         | Château de Temniac                            | Sarlat-la-Canéda                       | Classé MH (1969) · Notice no PA00082923                                | XVe siècle, ouvert au public. |                             |              |
| Ruine ou disparu                                         | Château de Thenon                             | Thenon                                 |                                                                        | XVIIIe siècle XVIIIe siècle |                             |              |
|                                                          | Château du Thon                               | Bézenac                                | Inscrit MH (1981) · Notice no PA00082385                               | XVIIe siècle, |                             |              |
|                                                          | Château de Thouron                            | Cénac-et-Saint-Julien                  |                                                                        | XVIIIe siècle |                             |              |
|                                                          | Château de Tiregand                           | Creysse                                | Inscrit MH (2002) · Notice no PA24000040                               | et son domaine, XVIIIe et XIXe siècles, ouvert au public |                             |              |
|                                                          | Château de Toulgou                            | Salignac-Eyvigues                      |                                                                        | XVIIIe siècle XIXe siècle. L'écrivain Gautier de Costes de La Calprenède est né dans ce château en 1609 |                             |              |
| Ruine ou disparu                                         | Château de la Tour-Blanche                    | La Tour-Blanche-Cercles                | Classé MH (1906) · Notice no PA00083025                                | XIIe siècle XVIIe siècle |                             |              |
| Ruine ou disparu                                         | Château de la Tourette                        | Saint-Julien-de-Lampon                 |                                                                        | XIVe siècle XVIIe siècle. Il s'agit d'un château fort |                             |              |
|                                                          | Château-Vieux de Trélissac                    | Trélissac                              |                                                                        | XVIIIe siècle |                             |              |
|                                                          | Château de Trigonant                          | Antonne-et-Trigonant                   | Inscrit MH (1948) · Notice no PA00082320                               | XVe siècle, |                             |              |
|                                                          | Château Trompette                             | Vanxains                               |                                                                        | XIXe siècle |                             |              |
| Ruine ou disparu                                         | Château de La Tuilière                        | Saint-Pardoux-de-Drône                 |                                                                        | XVIe siècle XVIIIe siècle |                             |              |
|                                                          | Château du Tuloup                             | Boulazac                               |                                                                        | (Ferme du XVIIe, transformée au XIXe siècle, ancienne propriété des Decous de Lapeyrière) |                             |              |
| Ruine ou disparu                                         | Château fort de Tursac                        | Tursac                                 | Inscrit MH (1978) · Notice no PA00083033                               | |                             |              |
|                                                          | Château de la Valade                          | Bourdeilles                            |                                                                        | XVIIe siècle XVIIIe siècle |                             |              |
|                                                          | Château de la Valade                          | Saint-Paul-la-Roche                    |                                                                        | XVIIIe siècle XIXe siècle |                             |              |
|                                                          | Château du Valadou                            | Bonneville-et-Saint-Avit-de-Fumadières |                                                                        | XVIIe siècle, où séjourna Pierre Loti |                             |              |
|                                                          | Château de la Valouze                         | La Roche-Chalais                       |                                                                        | XIXe siècle |                             |              |
|                                                          | Château de Valette                            | La Bachellerie                         |                                                                        | |                             |              |
|                                                          | Château de Varaignes                          | Varaignes                              | Inscrit MH (1948) · Notice no PA00083050                               | XIIIe siècle remanié au XVIe siècle, ouvert au public. Le portail flamboyant de la tour du château fut vendu en 1928 |                             |              |
|                                                          | Château de la Vassaldie                       | Gout-Rossignol                         | Inscrit MH (1992) · Notice no PA00083099                               | XVIIIe siècle, |                             |              |
|                                                          | Château de Vaucocour                          | Thiviers                               |                                                                        | XVe siècle |                             |              |
|                                                          | Château de Vaudre                             | Gabillou                               |                                                                        | XVIIIe siècle, construit sur les ruines d'un château du XVe siècle |                             |              |
|                                                          | Château de Vaugoubert                         | Quinsac                                | Inscrit MH (1948) · Notice no PA00082778                               | XVIIIe siècle XIXe siècle, |                             |              |
|                                                          | Château de Vaures                             | Cherveix-Cubas                         |                                                                        | XIXe siècle |                             |              |
| Classicisme, classique                                   | Château de Vendoire                           | Vendoire                               |                                                                        | XVIIe et XVIIIe siècles | 45° 24′ 53″ N, 0° 18′ 10″ E |              |
|                                                          | Château de Verdeney                           | Coulaures                              |                                                                        | |                             |              |
|                                                          | Château du Verdon                             | Verdon                                 |                                                                        | XVIIIe siècle XIXe siècle |                             |              |
|                                                          | Château du Verdoyer                           | Champs-Romain                          |                                                                        | XVIIe siècle |                             |              |
|                                                          | Château de la Vergne                          | Saint-Sulpice-de-Mareuil               |                                                                        | XVIIe siècle |                             |              |
| Ruine ou disparu                                         | Château de Vernode                            | Tocane-Saint-Apre                      | Classé MH (1886) · Notice no PA00083022                                | (restes du) dont le donjon est. |                             |              |
|                                                          | Château de Verteillac                         | Verteillac                             |                                                                        | Château disparu |                             |              |
|                                                          | Château de Veyrignac                          | Veyrignac                              | Inscrit MH (2013) · Notice no PA00083055                               | XVIIIe siècle, Incendié en 1944 et restauré depuis |                             |              |
|                                                          | Château de Vieillecour                        | Saint-Pierre-de-Frugie                 | Inscrit MH (1946) · Notice no PA00082892                               | XVIe siècle, Saint Vaast d'Arras serait né dans ce château, Richard Cœur de Lion y serait mort en 1199 |                             |              |
|                                                          | Château de Vieux-Mareuil                      | Vieux-Mareuil                          |                                                                        | |                             |              |
|                                                          | Château de la Vigerie                         | Saint-Laurent-des-Hommes               |                                                                        | XVIIIe siècle XIXe siècle |                             |              |
|                                                          | Château de la Vigerie                         | Sarliac-sur-l'Isle                     |                                                                        | |                             |              |
|                                                          | Château des Vigiers                           | Monestier                              |                                                                        | |                             |              |
|                                                          | Château du Vigneau                            | Saint-Seurin-de-Prats                  |                                                                        | XVIIIe siècle |                             |              |
| Ruine ou disparu                                         | Château fort de Villefranche-de-Lonchat       | Villefranche-de-Lonchat                |                                                                        | Détruit au XVIe siècle |                             |              |
|                                                          | Château de Viregogue                          | Segonzac                               |                                                                        | |                             |              |
|                                                          | Château la Vitrolle                           | Limeuil                                |                                                                        | XVIIIe siècle XIXe siècle |                             |              |

## Liste des demeures
Liste des demeures de la Dordogne